# Regatul Ungariei (1000–1538)
Regatul Ungariei în Evul Mediu a fost o monarhie multientnică din Europa Centrală. Regatul a fost fondat de principele Ștefan I, care a primit binecuvântarea din partea Papei Silvestru al II-lea și a devenit rege în decembrie 1000 sau ianuarie 1001. Legile militare și influențele politice emise în timpul domniei lui Ștefan I s-au concentrat pe întărirea autorității regale și creștinarea supușilor săi. Deși o serie de documente subliniază rolul jucat de cavalerii și clericii germani și italieni în acest proces, nu trebuie neglijat nici rolul jucat de bulgari, dovedit de numărul mare de cuvinte de origine slavă prezente în limba maghiară, (în special în domeniul agriculturii).
Existența noului regat a fost amenințată de răscoalele păgânilor și de încercările de cucerire ale Sfântului Imperiu Roman până în timpul domniilor regilor Ladislaus I (1077–1095) și Coloman (1095–1116), care au stabilizat situația monarhiei. Odată cu stabilitatea, cei doi regi au dus și o politică expansionistă, reușind să cucerească Croația și Dalmația.
Regatul Ungariei avea numeroase terenuri necultivate, mine bogate de sare, aur, argint și a devenit o țintă a coloniștilor germani, italieni sau valoni. Coloniștii au contribuit la fondarea sau dezvoltarea orașelor din regat, printre ele aflându-se Esztergom și Székesfehérvár. Ungaria este plasată la intersecția unor importante drumuri comerciale, dar s-a aflat la intersecția unor culturi. Biserica Romano Catolică a avut o influență majoră asupra culturii maghiare, lucru dovedit de stilurile arhitectonice romanic sau gotic și de folosirea limbii latine atât pentru documentele oficiale cât și pentru cronici. Aceasta nu înseamnă că ortodocșii, busurmanii sau evreii nu și-au adus contribuția la dezvoltarea Ungariei. Deși limba latină a rămas limba folosită în justiție, administrație și în afacerile externe, în regat au supraviețuit sau prosperat o serie de limbi sau dialecte (János M. Bak).
Preponderența proprietății funciare regale a asigurat la începuturile regatului poziția sa conducătoare, dar odată cu înstrăinarea pământurilor regale a apărut o nouă clasă nobili, proprietari funciari mai mari sau mici. Regele Andrei al II-lea a fost forțat de nobili să emită Bula de aur, considerată a fi „una dintre primele exemple de limite constituționale plasate asupra puterilor unui monarh european” . Regatul Ungariei a primit o lovitură puternică în timpul Invaziei mongole din 1241-1242. Regii maghiari au decis după invazie să colonizeze grupuri de cumani și iași în zonele de câmpie. Au sosit coloniști din Moravia, Polonia și alte regiuni învecinate. Puterea absolutistă regală a fost restaurată în timpul domniei lui Carol Robert de Anjou (1308–1342), din Casa de Anjou-Sicilia. Minele de aur și argint deschise în timpul domniei sale au produs până la sfârșitul secolului al XV-lea aproximativ o treime din producția mondială de aur și argint.
Regatul a ajuns la apogeul puterii militare și influenței politice în timpul domniei regelui Ludovic cel Mare (1342–1382), care a întreprins campanii militare încununate cu succes împotriva Marelui Ducat al Lituaniei, Italiei de nord șa. Succesorul lui, Sigismund de Luxemburg (rege 1433–1437; împărat între 1410–1437) a devenit Împărat al Sfântului Imperiu Roman în 1410.
Primul rege al Ungariei fără ascendență dinastică a fost Matthias Corvinus (rege 1458–1490), care a condus o serie de campanii militare încununate de succes. El a devenit și Rege al Boemiei și Duce de Austria.
Teritoriul regatului a scăzut treptat în secolul al XVI-lea datorită expansiunii teritoriale a Imperiului Otoman. Regatul Ungariei a fost împărțit în două prin Tratatul de la Nagyvárad (Oradea) din 1538 și, după ocupația otomană din 1541 în trei părți: o parte centrală controlată de turci, (Eyaletul Budin), una vestică aflată sub controlul Sfântului Imperiu Roman, (Ungaria Regală) și Regatul Ungariei Răsăritene, care avea să fie succedat de Principatul Transilvaniei.

## Cadru istoric
Ungurii au cucerit Bazinului Panonic la sfârșitul secolului al IX-lea și începutul celui de-al X-lea. Societatea maghiară veche se paza pe familiile patriarhale. Mai multe familii formau un clan, care erau unite la rândul lor în triburi. Triburile formau o confederație. Confederația triburilor maghiare erau conduse la mijlocul secolului al X-lea în mod oficial de un urmaș al lui Árpád (considerata „descălecătorul” Bazinului Panonic), dar în fapt nu exista nicio autoritate centralizată.

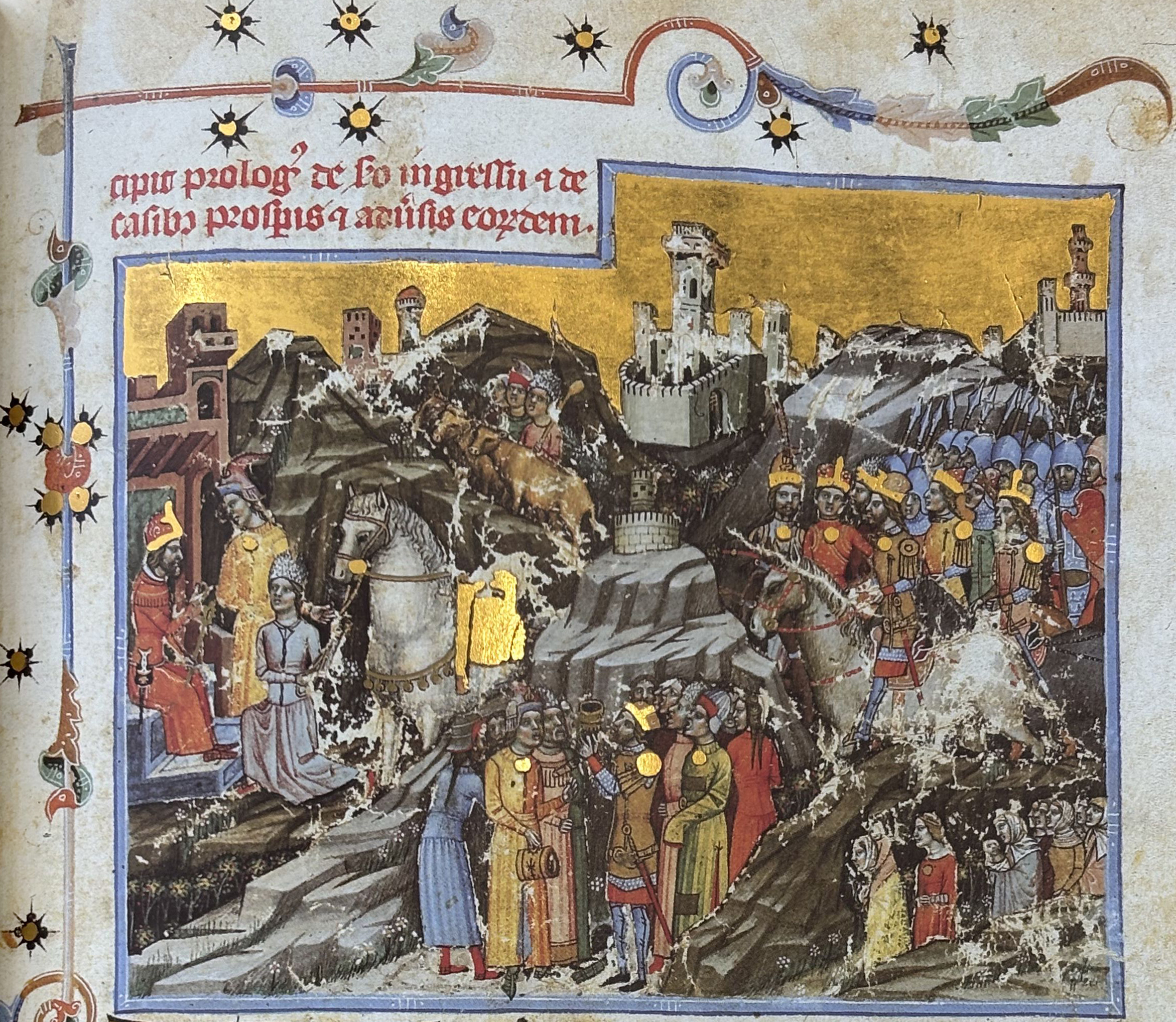
“Descălecatul” maghiar în Bazinul Panonic

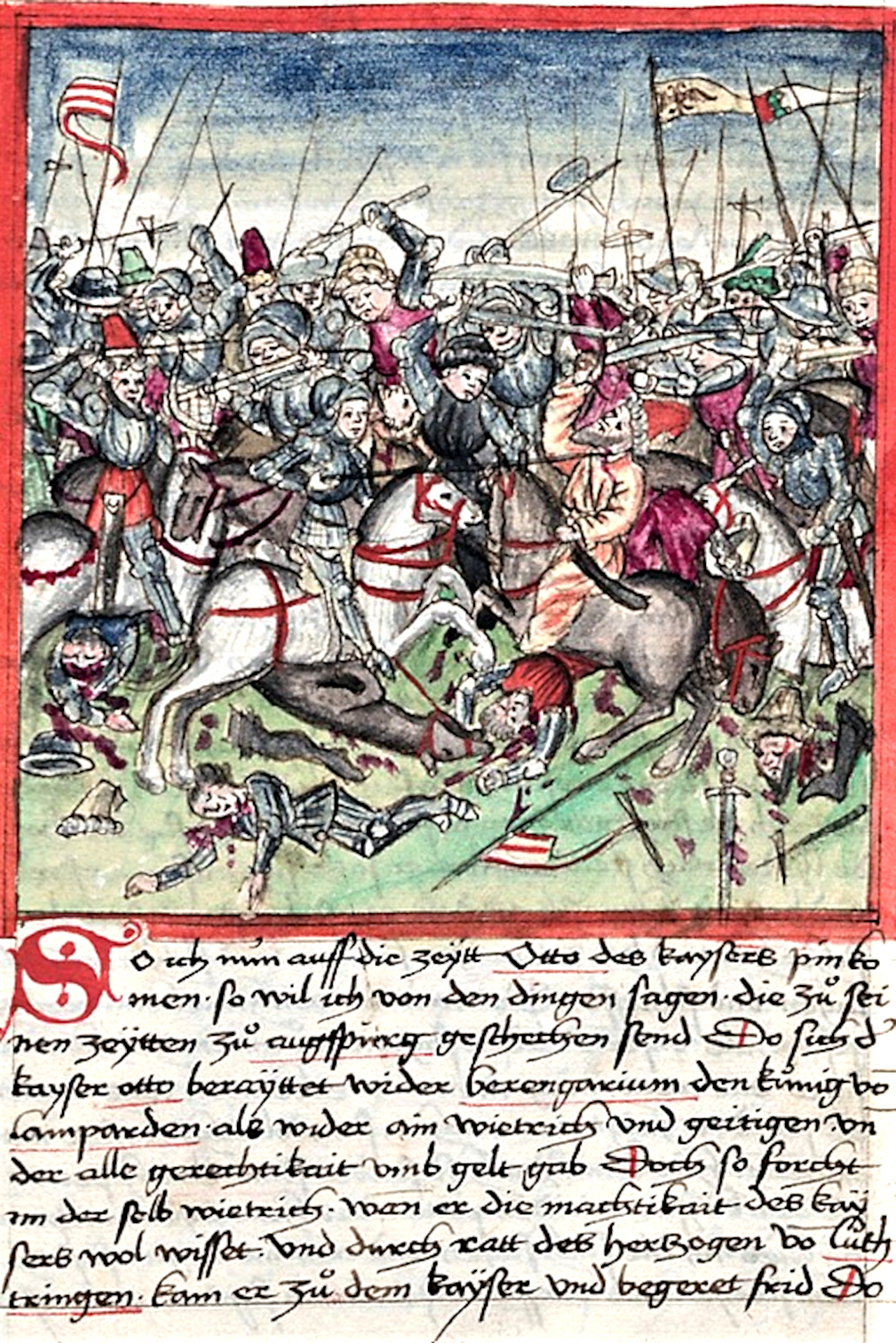
Bătălia de la Lechfeld, (10 august 955)

Chiar mai înainte de sosirea lor în Europa Centrală, lansarea de raiduri împotriva popoarelor învecinate a fost o sursă importantă de venituri pentru maghiari. După ocuparea Bazinului Panonic, expedițiile lor de jaf au vizat în principal statele succesoare ale Imperiului Carolingian. Această „epocă a aventurilor”, așa cum este denumită eufemistic în istoriografia maghiară, s-a sfârșit brusc, odată cu victoria armatelor conduse de  viitorul împărat roman Otto I în bătălia de la Lechfeld din 955 Împăratul  Ioan I Tzimiskes i-a înfrânt la rândul lui pe maghiari în 970, punând astfel raidurilor maghiarilor în Imperiul Bizantin .
Majoritatea cronicarilor i-au descris pe maghiarii secolului IX-lea – al X-lea ca un popor nomad, dar există și autori precum Ahmad ibn Rustah sau Abu Saʿīd Gardēzī care afirmă că ungurii au fost și agricultori. În limba maghiară există o serie de cuvinte cu origine turcică legate de agricultură, care presupunea că triburile ungare au avut perioade de viața sedentară. Cuvintele ungurești pentru „tescovină” - seprő, „porc” - ártány, „seceră” - sarló și „plug” - eke au fost împrumutate în limbă înainte de secolul al X-lea. Totodată, numărul mare de cuvinte cu origini slave dovedesc faptul că modul de viață al ungurilor s-a modificat în mod fundamental după stabilirea în Europa Centrală, de exemplu cireașă - cseresznye, „jug” - iga, ‚fierar” - kovács , „fereastră” - ablak, patkó – „potcoavă” și „idol” - bálvány. coabitarea ungurilor, slavilor, românilor și a altor grupuri etnice în Bazinul Panonic este reflectat în sinteza culturală „Bjelo-Brda” apărută la jumătatea secolului al X-lea. De exemplu, Abraham ben Jacob a scris despre  negustorii evrei unguri care făceau comerț în Praga în 965. Biserica Ortodoxă Bizantină a fost prima care a reușit să-și facă prozeliți printre liderii triburilor maghiare. Un conducător maghiar a fost botezat în 948, iar un altul în 952 la Constantinopol. Géza în schimb (cca. 970–997) a fost botezat în ritul latin pe la 970. Géza, pe lângă prozelitismul creștin, a început și lupta pentru consolidarea autorității centrale, inclusiv prin folosirea forței. Pentru a-și atinge scopurile, el a ridicat fortificații, a invitat militari din Europa să lucreze în slujba sa pentru dezvoltarea unei armate moderne, bazate pe cavaleria grea. Géza a aranjat și o alianță dinastică a fiului său Ștefan cu Gizela, fiica lui Henric al II-lea de Bavaria din familia împăraților Sfântului Imperiu Roman.
La moartea lui Géza din 997, o bună parte a Bazinului Panonic se afla încă sub conducerea unor lideri semiindependenți. Fiul lui Géza, Ștefan, a trebuit să lupte pentru succesiune cu Koppány, cel mai în vârstă membru al dinastiei Arpadine . Beneficiind de sprijinul oferit de rudele sale germane, Ștefan a ieșit învingător în lupta decisivă de Veszprém din 998. După această victorie, el a cerut Papei Silvestru al II-lea să fie încoronat ca rege, care a fost de acord, având și acceptul împăratului Otto al III-lea al Sfântului Imperiu Roman.

## Regele Ștefan I (1000–1038)

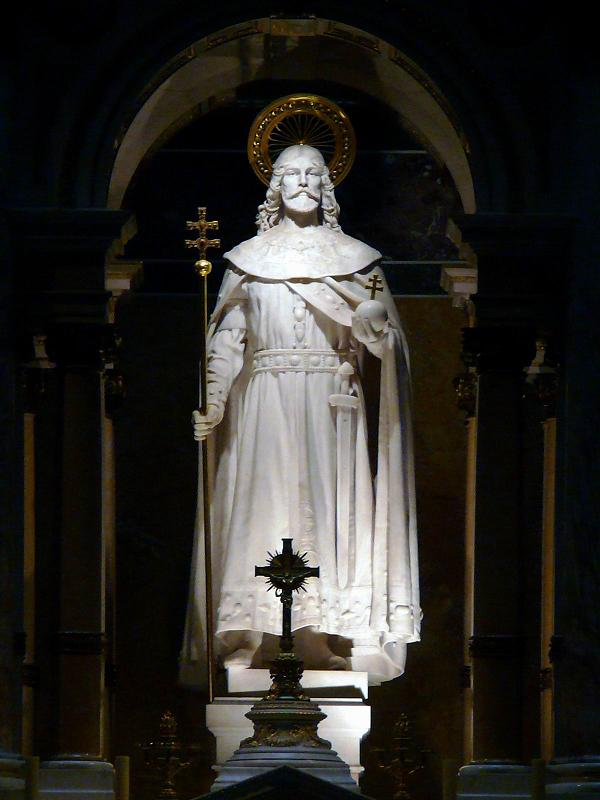
Sculptura Sfântului Ștefan, rege al Ungariei, canonizat în 1083, în biserica dedicată lui în Budapesta

Ștefan a fost încoronat primul rege al Ungariei pe 25 decembrie 1000 sau pe 1 ianuarie 1001. El și-a consolidat domnia prin acțiuni militare încununate de succes împotriva liderilor semiindependenți locali, inclusiv împotriva unchiului său Gyula (probabil lider al Transilvaniei). Puterea noului regat a fost dovedită în 1030, când a respins invazia împăratului Conrad al II-lea.
Regatul era apărat de fortărețe construite din pământ și bușteni, uneori din piatră, dar și de zone inundate, numite „gyepü”, lăsate intenționat nelocuite pentru scopuri defensive.
La scurtă vreme după încoronare, Ștefan I a început să-și organizeze regatul după modelul monarhiilor din Europa Occidentală . El a fondat o serie de dioceze și cel puțin o arhiepiscopie (cea de la Esztergom). De asemenea, a fost ctitorul unor mănăstiri benedictine și a hotărât ca la fiecare zece sate să fie construită o biserică parohială. Legile emise în timpul domniei sale au vizat adoptarea, chiar forțată, a creștinismului și a stilului de viață creștin. El s-a concentrat asupra protejării căsătoriei creștine și combaterea poligamiei și a altor obiceiuri străvechi.
Din punct de vedere administrativ, el o organizat așa-numitele comitate în jurul punctelor fortificate. Fiecare comitat era condus de un oficial – ispán, care era un nobil local sau un cavaler străin.
Din punct de vedere legal, societatea medievală timpurie a fost formată din două grupuri principale, oamenii liberi și șerbii, dar au mai existat și alte categorii. Oamenii liberi erau îndreptățiți din punct de vedere legal să fie proprietari, să dea în judecată și să fie dați în judecată. Totuși, cei mai mulți dintre ei erau supuși în vreun fel monarhului sau unui nobil, doar coloniștii invitați din străinătate se bucurau de o libertate mai mare. Oamenii liberi care dețineau proprietăți în teritoriile regale dintr-un comitat erau împărțiți la rândul lor în două grupuri: „războinicii castelului” (iobagiones castri), care puteau fi mobilizați în armata comitatului, și „poporul castelului” (cei care se ocupau de cultivarea pământului, fabricau uneltele și armele sau erau obligați să presteze alte servicii lordului castelului) . În plus, oamenii liberi plăteau o taxă specială direct visteriei monarhului, „mărunțișul omului liber”. A existat o clasă intermediară a țăranilor care nu erau șerbi, dar nici oameni în liberi în accepțiunea vremii, „udvornici” (din cuvântul slav „dvor”, curte), care erau supuși direct curții monarhului (și nu plăteau această taxă. Iobagi erau lipsiți de personalitate juridică, cel puțin din punct de vedere legal, dar în practică ei aveau un drept limitat de proprietate. Ei lucrau cu propriile unelete pământurile stăpânului lor și primeau în schimb între o jumătate și două treimi din recoltă.
Istoricii au dedus cercetând legile și alte documente ale perioadei domniei lui Ștefan I că satele locuite de populația sedentară erau cele mai numeroase așezări umane ale regatului. Un sat obișnuit era format din cel mult 40 de bordeie semiîngropate, cu o vatră de piatră într-unul dintre colțurile locuinței. Numeroase așezări aveau numele unei meserii, ceea ce duce la concluzia că sătenii erau specializați pentru ca să ofere un anumit tip de serviciu monarhului sau împuternicitului acestuia. Pot fi amintite ca aparținând acestui grup sate precum Födémes („apicultor”), Hódász („vânător de castori”), Gerencsér („olar”) sau Taszár („tâmplar”)..

## Evul Mediu timpuriu (1038–1242)

### Revoltele păgânilor, războaiele și consolidarea regatului (1038–1116)

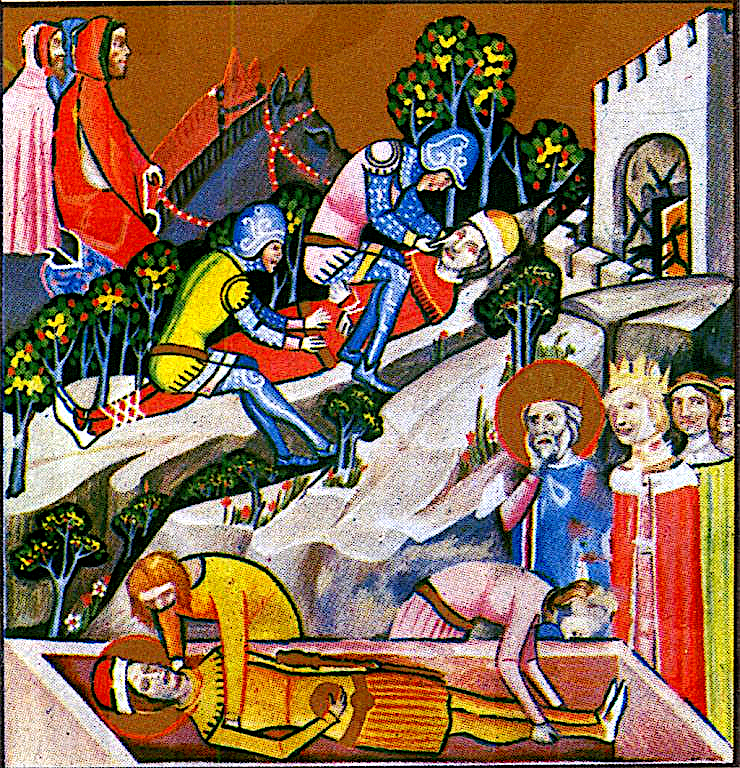
Regele Ștefan I al Ungariei la funeraliile fiului său, Emeric

Regele Ștefan I i-a supraviețuit singurului său fiu care a atins maturitatea, Emeric și a murit fără urmași, ceea ce a provocat o criză care a durat aproape patru decenii. Regele, care a considerat că propriul văr,  Vazul, nu era potrivit pentru a-i fi urmaș, l-a numit pe nepotul de soră, venețiaul Petru Orseolo, ca moștenitor al coroanei. Vazul a fost orbit, cei trei fii ai săi au fost exilați, iar Petru Orseolo s-a suit pe tronul Ungariei fără probleme în 1038. Noul rege a adus la curte nobili străini, a promovat o politică autoritară, ceea ce a dus în cele din urmă la rebeliune și înlocuirea sa de pe tron cu un alt membru al casei regale, Sámuel Aba . Petru a recucerit tronul în 1044 cu ajutorul împăratului Sfântului Imperiu Roman, Henric al III-lea, dar a fost obligat să accepte statutul de vasal al acestuia din umră. A doua sa domnie s-a sfârșit  odată cu uciderea lui la Székesfehérvár în timpul răscoalei lui Vata, care a avut ca obiectiv principal abolirea creștinismului și restaurarea păgânismului în Ungaria .
Răscoale lui Vata l-a propulsat pe tron pe Andrei, unul dintre fii lui Vazul, care trecuse între timp la creștinism. În ciuda sprijinului primit de la păgâni, Andrei a susținut creștinismul, deși nu i-a pedepsit pe rebeli, și a urcat pe tron în 1047. În luptel împotriva împăratului Henric al III-lea, care a invadat Ungaria de două ori (1050, 1053), Andrei a fost ajutat de fratele său, Béla, care s-a dovedit un talentat comandant militar. Ungurii au reușit în cele din urmă să obțină victoria împotriva Sfântului Imperiu Roman.
Béla a declanșat un război civil în momentul în care regele Andrei l-a revocat ca moștenitor al tronului și l-a desemnat ca viitor rege în 1059 pe propriul fiu, Solomon. După moartea lui Béla din 1063, fii săi l-au acceptat în cele din urmă pe Solomon ca rege. Tânărul rege și verii săi au reușit ca uniți să înfrângă armata pecenegilor care atacaseră Transilvania în 1068. După această victorie, un nou război civil a izbucnit și s-a încheiat doar după ce Solomon a abdicat în favoarea unuia dintre verii să, Ladislau .
Regele Ladislau, a cărei domnii a fost „…o perioadă de excepțională importanță și eficiență pentru consolidarea noii ordini în stat și în biserică” (László Kontler) ., a promulgat trei culegeri de legi. El a reglementat plata taxelor regale (taxele vamale, taxele plătite în târguri și la traversarea de râuri) și a zeciuielii. A luat măsuri discriminatorii față de evrei (cărora le-a interzis să dețină iobagi creștini) și față de musulmanii unguri, pe care a încercat să îi creștineze.
Zvonimir al Croației, care fusese căsătorit cu sora lui Ladislau, Ilona, a murit în 1089 sau 1090 și i-a oferit regelui maghiar șansa să pretindă coroana Croației. Trupele maghiare au invadat și ocupat regatul vecin cu excepția unei zone muntoase izolate, unde pretendentul croat la tron, Petar Svačić, a mai rezistat până 1097 . După acest moment, Ungaria și Croația au fie legate pentru aproape nouă secole.

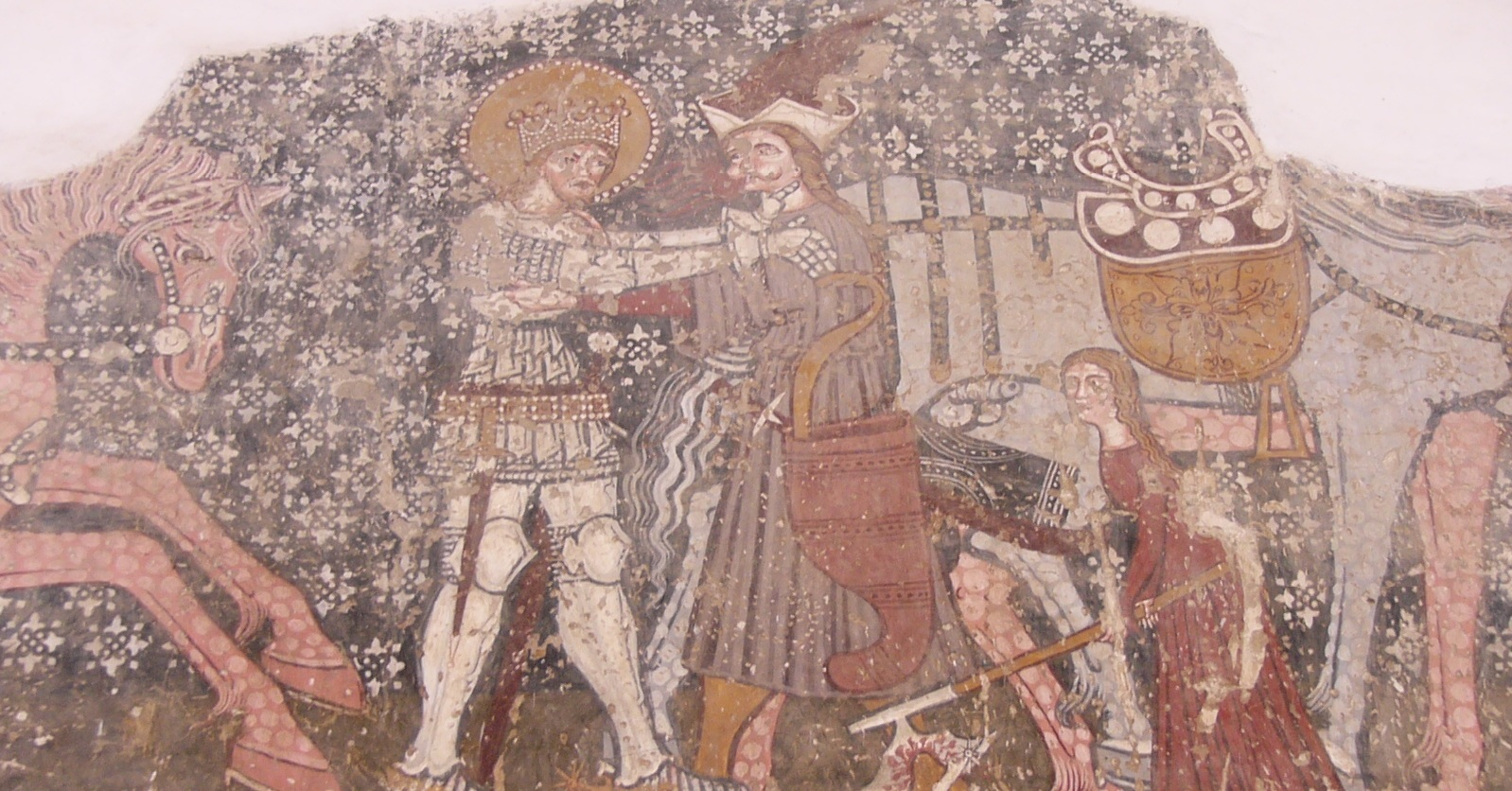
Regele Ladislau în luptă cu un războinic cuman

Ladislau I și-a numit nepotul, Álmos, în funcția de administrator al noilor teritorii cucerite.  Álmos a fost favoritul lui Ladislau pentru succesiune în ciuda tinereții sale și a tradiției, care ar fi cerut ca fratele mai în vârstă, Coloman. Până în cele din urmă, Coloman i-a succedat lui Ladislau în 1095, în vreme ce Álmos s-a mulțumit cu Tercia pars regni („a treia parte din regat”), practic un ducat sub suzeranitatea fratelui său. Coloman a fost obligat la începutul domniei sale să respingă atacurile bandelor de cruciați, care au încercat să ocupe Nyitra (Nitra, Slovacia) și Moson drumul lor spre Țara Sfântă. Cruciații slab organizați au fost înfrânți în cele din urmă de regele maghiar.
În 1097, Coloman l-a atacat pe Petar Svačić, iar monarhul croat a fost ucis în luptă. Prin așa-numita Pacta conventa, un document de la sfârșitul secolului al XIV-lea, se recunoaște că regele maghiar Coloman a fost încoronat ca monarh al Croației doar după ce a semnat un acord cu 12 nobili locali. Deși părerea a numeroși cercetători este aceea că documentul este de fapt un fals, el reflectă statutul real al Croației, care a fost legată de Ungaria fără a fi niciodată încorporată însă în statul vecin. Spre deosebire de Croația, Slavonia a fost mult mai strâns legată de Ungaria datorită faptului că un mare număr de nobili maghiari au primit proprietăți aici din partea regilor maghiari. În ambele regiuni, regele maghiar era reprezentat de guvernatori numiți de la centru, car purtau titlul de ban. Într-un mod similar, un voievod administra Transilvania . În 1105, Zadar, Split și alte câteva orașe din Dalmația au acceptat suzeranitatea lui Coloman, care în schimb le-a recunoscut dreptul să-și aleagă proprii lideri politici și religioși.
Coloman a fost la fel precum înaintașul lui, Ladislau, un mare legiuitor, care a îndulcit într-o oarecare măsură severitatea pedepselor pe care le stabilise unchiul său. El a emis un statut separat al evreilor și a hotărât ca toate tranzacțiile lor cu creștinii să fie făcute doar în scris. Legile lui Coloman cu privire la musulmani au fost concentrate pe treptata lor convertire, de exemplu obligându-i pe părinții de religie islamică să-și căsătorească fetele cu bărbați creștini.

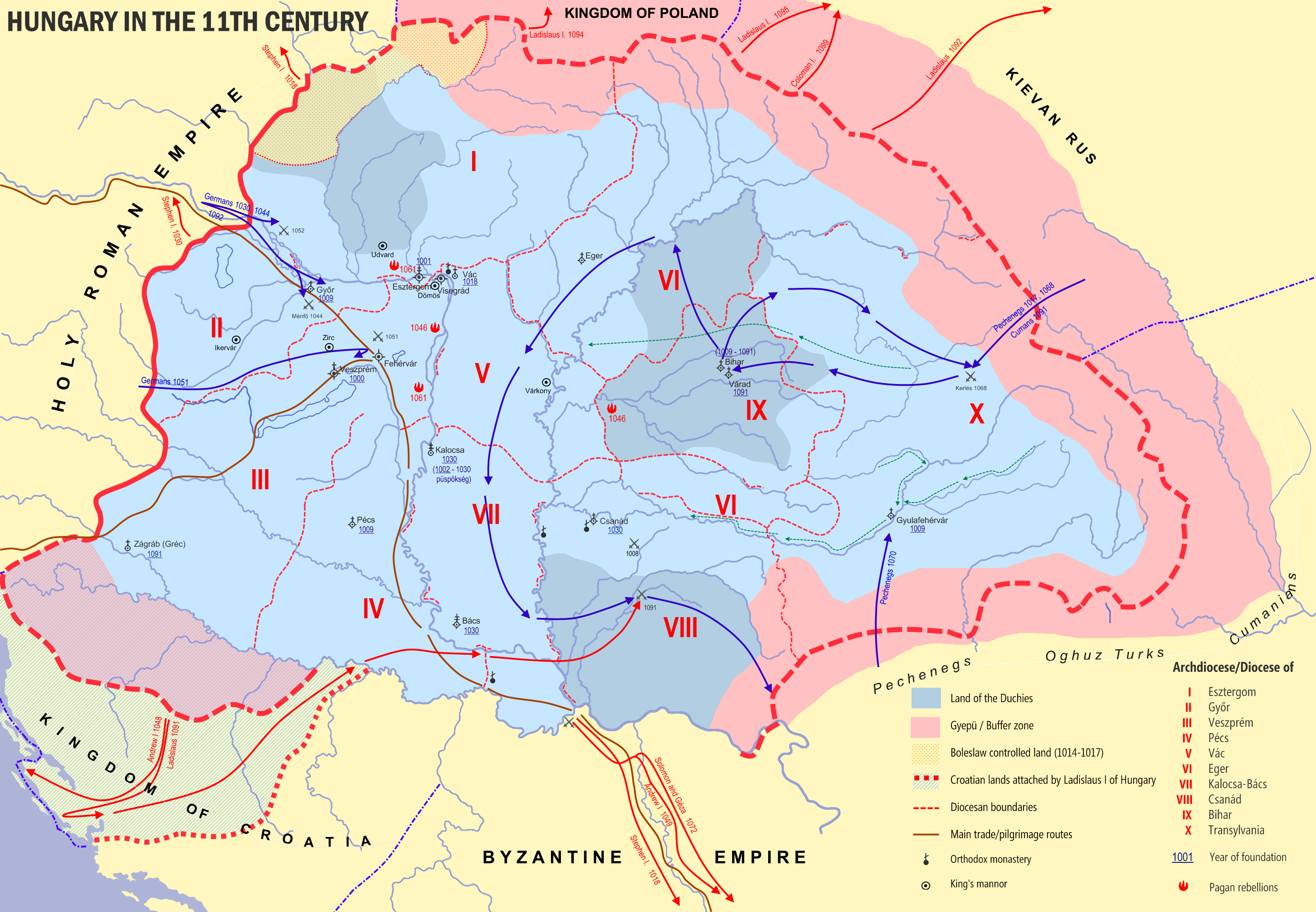
Regatul Ungariei la sfârșitul secolului al XI-lea

Poziționarea Regatului Ungariei de-a lungul marilor căi comerciale spre Constantinopol, Regensburg și Kiev explică prezența a numeroși negustori evrei și musulmani. Comerțul înfloritor i-a permis lui Coloman să colecteze o bună parte a impozitelor direct în bani, nu în natură.  Străzile sau cartierele numite Olaszi din orașe precum Eger, Pécs sau Nagyvárad (Oradea) atestă prezența „oaspeților” vorbitori de limbi romanice în aceste localități, în vreme ce locurile numite Németi și Szászi denotă prezența coloniștilor de origine germană.
Cea mai mare parte a supușilor regilor medievali maghiari erau țăranii, care munceau terenurile arabile. Cu o densitate de doar 4-5 oameni pe km2, regatul putea fi considerat în epocă ca unul slab populat. De aceea, țăranii cultivau doar cele mai fertile pământuri și, după ce acestea erau secătuite, se mutau pe alte loturi. Se cultiva în special grâu, orz dar și mei și ovăz, folosite pentru furajarea animalelor. Pescuitul și vânătoarea au contribuit de asemenea la bunăstarea oamenilor de rând, țăranii având dreptul să vâneze în pădurile care acopereau regiuni întinse ale regatului.
Coloman a trebuit să facă față în timpul domniei la cel puțin cinci rebeliuni inițiate de fratele său. În cele din urmă, pentru ca să asigure fiului său succesiunea la tron, Coloman a hotărât în jurul anului 1113 să-și orbească fratele răzvrătit, Álmos, și pe fiul acestuia din urmă. Fiul lui Coloman, Ștefan i-a succedat tatălui său fără probleme în 1116 datorită acestei măsuri crude.

### Colonizarea și expansiunea teritorială (1116–1196)

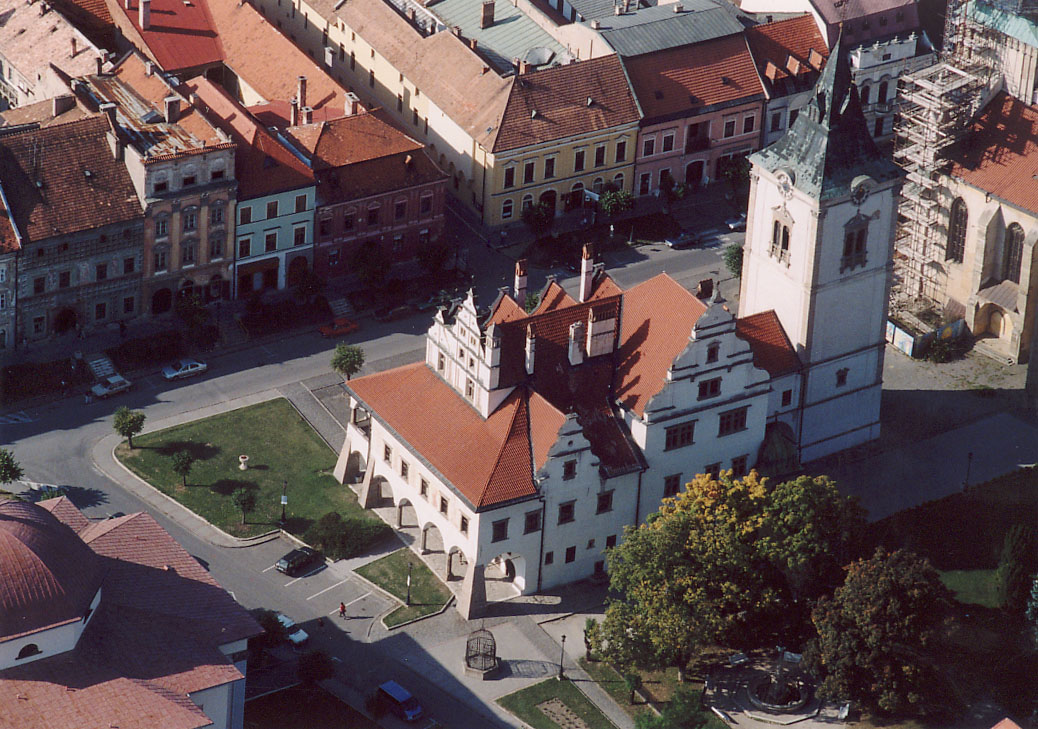
Leutschau / Lőcse / Levoča, unul dintre orașele fondate de germanii „țipțeri”

Ștefan al II-lea a purtat mai multe războaie împotriva Veneției, Imperiului Bizantin și a altor vecini, fiind învins sau obținând victorii lipsite de valoare.. În timpul domniei sale sunt menționați pentru prima oară secuii, care au participat în 1116 la unul dintre primele sale campanii militare împotriva pecenegilor.
Ștefan al II-lea a murit fără urmași și a fost succedat la tron de vărul său orbit de Coloman, Béla al II-lea. În timpul domniei lui Béla, regatul a fost administrat de soția lui, Elena de Rascia-Vukanovici, care a ordonat la un moment dat masacrarea tuturor potențialilor rivali și dușmani ai regelui.  Boris Kalamanos, care era fiul nerecunoscut al soției adultere a regelui Coloman, a încercat fără succes să acceadă la tron cu ajutorul militar al inamicilor Ungariei, incursiunile sale armate desfășurându-se fără un sprijin real al nobilimii maghiare.
Géza al II-lea, fiul lui Béla, care i-a succedat acestuia din urmă în 1141, a fost promotorul unei politici externe foarte active. El i-a sprijinit de exemplu familia Welf împotriva familiei Hohenstaufen în luptele interne din Regatul Germaniei și pe  principelui sârb Uroș al II-lea Primislav împotriva împăratului bizantin Manuel I Comnen.
Géza al II-lea a sprijinit colonizarea zonelor de frontieră ale regatului său. În timpul domniei sale au sosit „oaspeți” flamanzi, germani, italieni, valoni, care s-au așezat în regiunea Szepesség (Spiš, Slovacia) și în sudul Transilvaniei. De asemenea, el a invitat două ordine monastice noi în regat: cistercianii și premonstratenii. Pentru completarea efectivelor armatei, el a recrutat mercenar, inclusiv musulmani. Abu Hamid, un călător musulman originar din Al-Andaluz, care a vizitat curtea lui Géza pe la 1150, a descris bogățiile regatului, subliniind existența exploatărilor de aur și argint. Prima înregistrare oficială maghiară a existenței minelor de argint a fost făcută însă doar un secol mai târziu.
Géza al II-lea a fost urmat pe tron în 1162 de cel mai mare fiu al său, Ștefan al III-lea. El a trebuit să se lupte cu unchii săi, Ladislau al II-lea și Ștefan al IV-lea, care au uzurpat tronul pentru scurte perioade de timp. Cei doi au fost sprijiniți în acțiunile lor de Manuel I Comnen. Împăratul bizantin a schimbat la un moment dat alianțele, ajutându-l pe Ștefan al III-lea să-și recupereze tronul în schimbul cedării în 1165 a Dalmației și a regiunii Szerém (Śrem, Serbia). Ștefan al III-lea a continuat politica de colonizare a „oaspeților” valoni în Székesfehérvár, acordându-le anumite privilegii, precum imunitatea judiciară în fața ispánilor. În schimb, valonii au devenit promotorii dezvoltării urbane a regiunii.

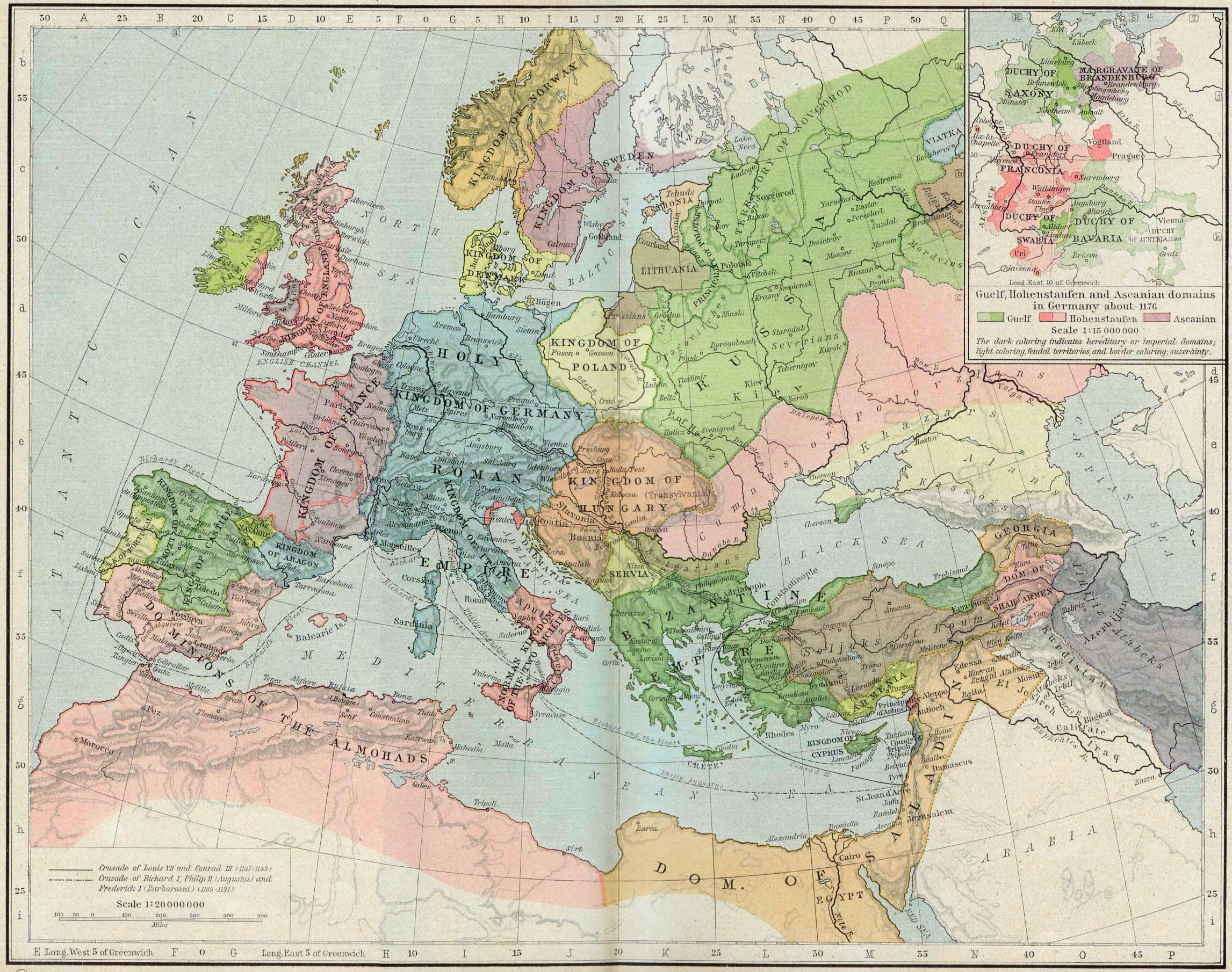
Harta politică a Europei în jurul anului 1190

Ștefan al III-lea a murit fără urmași direcți și a fost succedat la tron de fratele său, Béla. Fratele cel mai mic al celor doi,  Géza, și arhiepiscopul Luca de Esztergom au încercat să se opună venirii pe tron a lui Béla. Acesta din urmă a avut nevoie de un an pentru a înfrânge opoziția. Printre reușitele militare ale lui Béla al III-lea s-a numărat recucerirea Dalmației și regiunii Szerém. Un document medieval pentru perioada 1185 – 1195 arată că mai mult de jumătate din veniturile regale proveneau din introducerea de monedă nouă de argint pe piața, din impozite și taxe pe traversarea râurilor și vânzarea în târguri. Acest document atestă că venitul total al regelui Ungariei era echivalentul a aproximativ 32 t de argint pe an, dar chiar dacă această valoare este considerată exagerată de istorici, ne oferă o imagine a prosperității regatului. Istoricul Miklós Molnár consideră că o valoare de 23 t de argint este mai corectă, dar chiar și aceasta este mai mare decât veniturile monarhiilor engleze sau franceze.
Béla al III-lea a fost cel care a subliniat importanța înregistrării procedurilor judiciare, petițiile scrise în vremea sa devenind o importanță sursă de documentare pentru cronicile maghiare. Acest exemplu regal i-a făcut pe nobili să-și înregistreze în scris tranzacțiile, ceea ce a dus la apariția „loca credibilia” (locurilor de autentificare), instituții ecleziastice care au fost autorizate să emită „fassio” (contracte), „transsumptum” (copii legalizate) și alte documente. Apariția acestor instituții este o dovadă a apariției unui aparat birocratic și a unor oficiali învățați. Studenți din Regatul Ungariei apar în cataloagele unor universități precum cele din Paris, Oxford, Bologna sau Padova încă de pe la jumătatea secolului al XII-lea.
Influențele culturale franceze pot fi identificate în monumentele domniei lui Bela al III-lea. Palatul acestuia Esztergom a fost construit în stilul gotic timpuriu. Eroi precum Ahile sau Alexandru cel Mare, glorificați în lucrări care glorificau faptele cavalerești precum Le Roman de Troie sau Romanul lui Alexandru erau populari printre aristocrații maghiari. Pál Engel, László Makkai și alți istorici susțin ideea conform căreia autorul cronicii Gesta Hungarorum este un personaj educat la Paris, cel mai probabil notarul regelui Béla al III-lea.

### Epoca Bulelor de Aur (1196–1241)

Sigiliul regelui Emeric (Imre) cu dungile rosu – albe ale dinastiei Árpádine

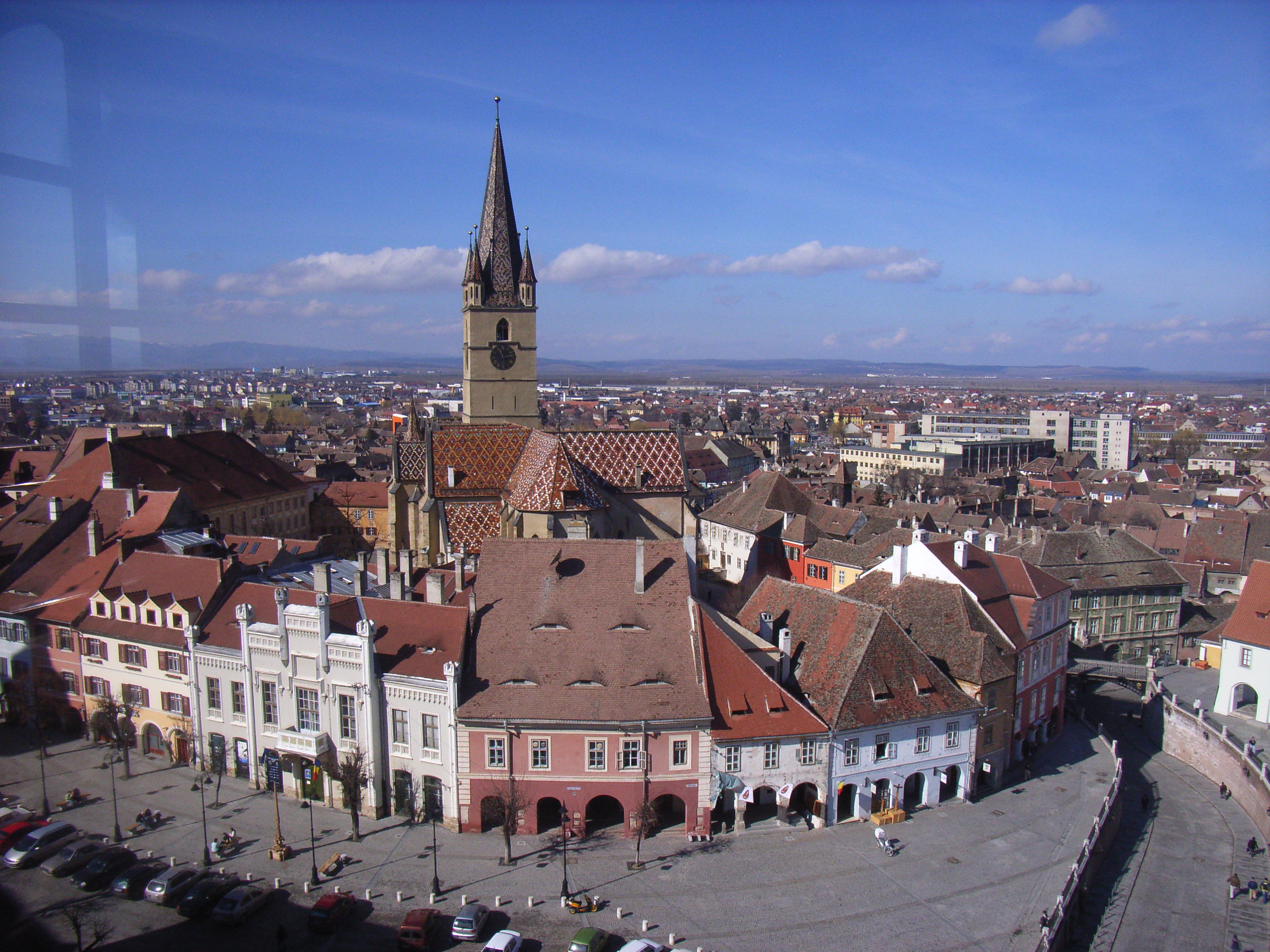
Hermannstadt / Szeben / Sibiu, centrul economic și politic al sașilor transilvăneni

Fiul și succesorul lui Béla al III-lea, Emeric (Imre) a trebuit să facă față cel puțin la trei revolte provocate de fratele său mai tânăr, Andrei. Mai mult, cruciații celei de-a patra cruciade, incitați de dogele Veneției Enrico Dandolo, au cucerit Zadarul din Dalmația în 1202. Imre a fost urmat pe tron de fiul său minor Ladislau al III-lea. Regele minor a murit doar după un an, iar unchiul său, Andrei al II-lea. El avea să spună că „cea mai bună măsură a unei cesiuni regale este incomensurabilitatea sa” și s-a remarcat prin distribuirea unor proprietăți vaste susținătorilor să. Aceste modificări ale statutului proprietarului au amenințat statutul legal al soldaților garnizoanelor castelelor și al grupurilor de oameni liberi care până atunci fuseseră supuși direct ai regelui. Veniturile regale au scăzut odată cu redistribuirea proprietăților monarhiei și reechilibrarea bugetului s-a făcut prin introducerea de noi taxe regale, care i-au vizat în principal pe musulmani și evrei.
Andrei al II-lea a fost influențat puternic în actul guvernării de soția lui, Gertrude de Merania. Ea i-a sprijinit în mod deschis la curte pe rudele sau compatrioții săi, ceea ce a dus în final la asasinarea ei de către un grup de nobili locali în 1213. În regat a izbucnit o nouă rebeliune în vreme ce regele lupta în Țara Sfântă în Cruciada a cincea . În cele din urmă, mișcarea așa-numiților „szerviens” (servitori regali, mici proprietari de pământ care erau supuși direct regelui) l-a obligat pe regele Andrei să emită Bula de aur din 1222, care stabilea drepturile și libertățile fundamentale ale servitorilor regali, inclusiv exceptările de la impozitare și de apel legal direct la instanța monarhului. În ultimele prevederi ale Bulei, este prevăzut dreptul liderilor seculari și spirituali ai servitorilor „să reziste și să vorbească” împotriva regelui și succesorilor acestora „fără a fi acuzați de înaltă trădare”.
Bula de aur a interzis angajarea de musulmani și evrei în administrația regală. Această interdicție fost reconfirmată de Andrei al II-lea prin noua variantă a Bulei din 1231, care îl autorza pe arhiepiscopul de Esztergom să îl excomunice pe monarh în caz că el încălca prevederile acestui act regal. Cum necreștinii au continuat să fie angajați pe proprietățile regale, arhiepiscopul Robert al Esztergomului a aplicat prevederile Bulei în 1232.. Deși arhiepiscopul nu a mers atât de departe încât să îl excomunice pe rege, Andrei al II-lea a fost obligat să depună un jurământ în 1233 prin care s-a obligat să respecte pozițiile privilegiate ale clerului și să demită pe toți oficialii care nu erau de credință creștină. În regat a început să se manifeste o intoleranță crescândă față de creștinii ortodocși, lucru demonstrat de altfel prin transferul mânăstirii din Visegrád către ordinul benedictin în 1221.
Andrei al II-lea a invadat Cnezatul Galiției în mai multe rânduri, dar nu a reușit să devină stăpânul pe termen lung a teritoriilor vecinului său. În ultimii ani ai domniei sale, fiul și moștenitorul lui, Béla a jucat un rol tot mai important în formarea politicii externe a regatului. El a reușit să convingă un grup de cumani să accepte suzeranitatea maghiară în 1228 și a format un nou banat, cel al Severinului   în 1231. Imediat după ce i-a succedat tatălui său la tron în 1235, Bela al IV-lea a încercat să recucerească teritoriile pierdute de regatul maghiar. Încercările militare ale sale au creat o sciziune uriașă între monarh și nobilii maghiari într-un moment în care mongolii se pregăteau să atace Europa .
Regale a fost informat despre marea amenințare mongolă de Fratele Julianus, un călugăr dominican, care vizitase regiunea considerată leagănul populației maghiare, Magna Hungaria în 1235.
În anii care au urmat, mongolii i-au alungat pe cumani, care dominaseră regiunile vestice ale stepei euroasiatică. Liderul tribal Köten a acceptat vasalitatea regelui Bela al IV-lea și i s-a permis să se așeze cu oamenii săi în Alföld. Modul de viață nomad a cauzat însă numeroase conflicte cu populația locală.

### Invazia mongolă (1241–1242)
Batu Han, comandantul mongol care a invadat Europa Răsăriteană, și-a trimis  împuterniciții în 1240 la curtea lui Béla, cerându-i să i se supună. Cum regele  a refuzat, mongolii au decis să atace Ungaria. Béla al IV-lea le-a cerut nobililor săi să-și adune forțele în tabăra regală. Eforturile regelui maghiar au fost subminate de o revoltă împotriva cumanilor, care erau considerați aliații mongolilor, iar gloatele furioase l-au masacrat pe Köten. Ca urmare, cumanii au părăsit tabăra regală și au atacat și jefuit partea centrală a regatului.
Principalele forțe mongole au ajuns în Ungaria prin trecătorile nordice ale Munților Carpați în martie 1241. O a doua armată a invadat Transilvania, iar o a treia a atacat prin sud. Trupele regale maghiare au întâlnit forțele mongolilor pe malurile râului Sajó. Ungurii au suferit o înfrângere decisivă în bătălia de la Mohi (11 aprilie 1241). Chiar și regele a scăpat cu greutate de pe câmpul de luptă, în vreme numeroși dintre oamenii săi au pierit în luptă. Béla al IV-lea a fugit în Austria, unde ducele Frederick al II-lea l-a luat prizonier, așteptând o răscumpărare. Din Austria, regele și familia lui au fugit în Dalmația, unde și-au găsit refugiul în fortăreață Klis.
Mongolii au ocupat și au jefuit toate teritoriile de la est de Dunăre. După ce Dunărea a înghețat la începutul anului 1242, mongolii au traversat-o și au început să jefuiască și regiunile la vest de fluviu. Un martor contemporan al invaziei mongole, abatele Hermann din Niederalteich, avea să noteze că „Regatul Ungariei, care exista de 350 de ani, a fost distrus”. În ciuda distrugerilor însă, regatul nu a încetat să existe, dat fiind faptul că mongolii nu au reușit să cucerească cetățile întărite și nu au capturat familia regală. Moartea marelui han, Ögedei, în martie 1242 l-a determinat pe Batu Han să-și retragă armatele înapoi între frontierele Imperiului Mongol, unde a urmat o luptă pentru moștenirea poziției de lider suprem al mongolilor.
Istoricul Florin Curta avea să descire invazia mongolă drept un punct de cotitură în istoria Europei de Sud-Est care a produs consecințe demografice catastrofale, atât prin pierderile de vieți omenești din timpul acțiunilor militare sau de jaf, dar și ca urmare a foametei care a urmat. Se estimează că aproximativ 15% din populația regatului a pierit în această perioadă. Musulmanii locali au suferit pierderi uriașe, ei dispărând practic total din sursele scrise până la sfârșitul secolului. Rutele de comerț transcontinental au fost distruse, ceea ce a dus la dispariția unor centre comerciale prospere până atunci precum of Bács (Baci, Serbia), Ungvár (Ujhorod, Ucraina) sau altele asemenea lor.

## Evul Mediu (1242–1526)

### Ultimii regi ai dinastiei Árpád (1242–1301)

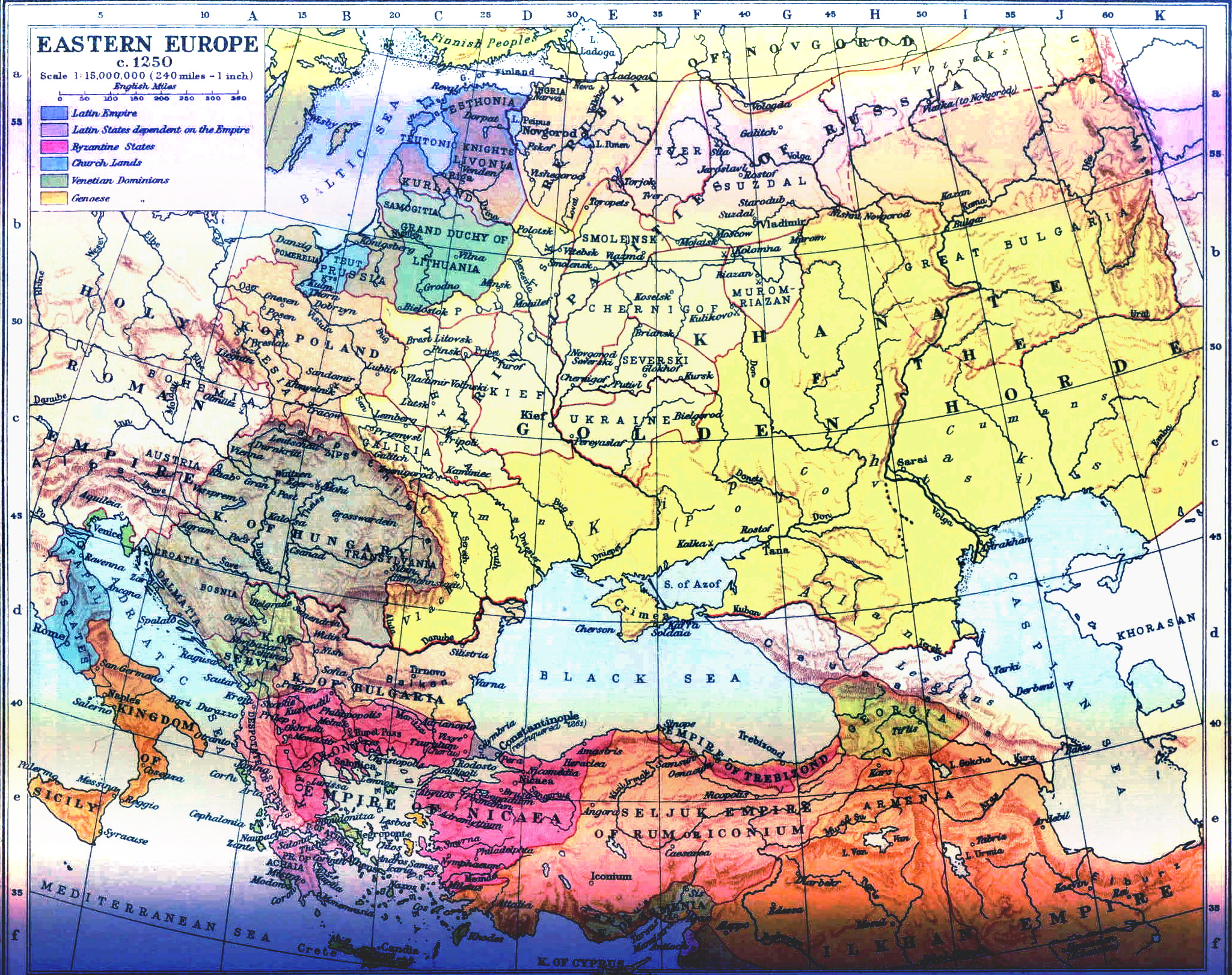
Europa Răsăriteană pe la anul 1250

După ce s-a reîntors în regat după retragerea mongolilor, Béla al IV-lea și-a dat seama că reconstrucția regatului are nevoie de tot sprijinul intern și a abandonat încercările de recuperarea ale pământurilor regale cedate de înaintașul său. Mai mult chiar, el a oferit noi proprietăți sprijinitorilor să și le-a permis să-și construiască castele din piatră, care să reziste la asedii îndelungate. El a inițiat un nou val de colonizare, care a dus la venirea în regat a „oaspeților” germani moravi, polonezi și români. Regele i-a invitat pe cumani să revină în regat și i-a colonizat în regiunea cursului inferior al Dunării și Tisei .
Noile sate au fost formate din case din lemn construite pe parcele egale, ordonate. În timpul domniei sale s-a dezvoltat rețeaua de colonii din zona împădurită slab locuită a Carpaților de Vest (acum în Slovacia). O locuință tipică construită în acea perioadă era formată din trei camere: camera de zi, bucătăria și cămara. Agricultura s-a dezvoltat prin introducerea unor tehnici noi, precum plugul greu asimetric.
Migrația internă a forței de muncă a fost unul dintre instrumentele dezvoltării noilor latifundii apărute pe fostele  domenii regale. Noii proprietarei au asigurat libertate personală și condiții financiare mai favorabile noilor veniți pe proprietățile lor. Această politică le-a permis țăranilor să migreze pe moșiile care le asigura condiții mai bune de viață Béla al IV-lea a promovat dezvoltarea a mai multor orașe precum Nagyszombat (Trnava, Slovacia) și Pesta.
În ciuda amenințării hanilor mongoli ai Hoardei de Aur, Béla al IV-lea a promovat o politică externă expansionistă. Frederick al II-lea al Austriei a murit în lipta cu maghiarii în Bătălia de pe râul Leitha în 1246, iar ginerele lui Bela, Rostislav Mihailovici, a anexat un număr de teritorii de-a lungul frontierelor sudice ale regatului. Conflictele dintre monarhul vârstnic și moștenitorul lui, Ștefan al IV-lea au dus la izbucnirea unui război civi în deceniul al șaptelea al secolului al XII-lea.
În același timp, Bela al IV-lea și fiul lui au reconfirmat libertățile servitorilor regali, denumiți din 1267 „nobili”. După acest moment, „adevărații nobili” au fost diferențiați din punct de vedere legal de alți proprietari funciari, nobilii ecleziastici, cnejii români și alte grupuri de nobili. „Adevărații nobili” își stăpâneau domeniile fără să aibă obligații, spre deosebire de ceilalți proprietari funciari, care erau obligați să presteze servicii militare sau alte servicii speciale în schimbul pământului deținut. În această perioadă, administrația a început să se modifice: nobilimea locală era reprezentată în procedurile legale de doi până la patru „juzi” aleși în fiecare comitat.

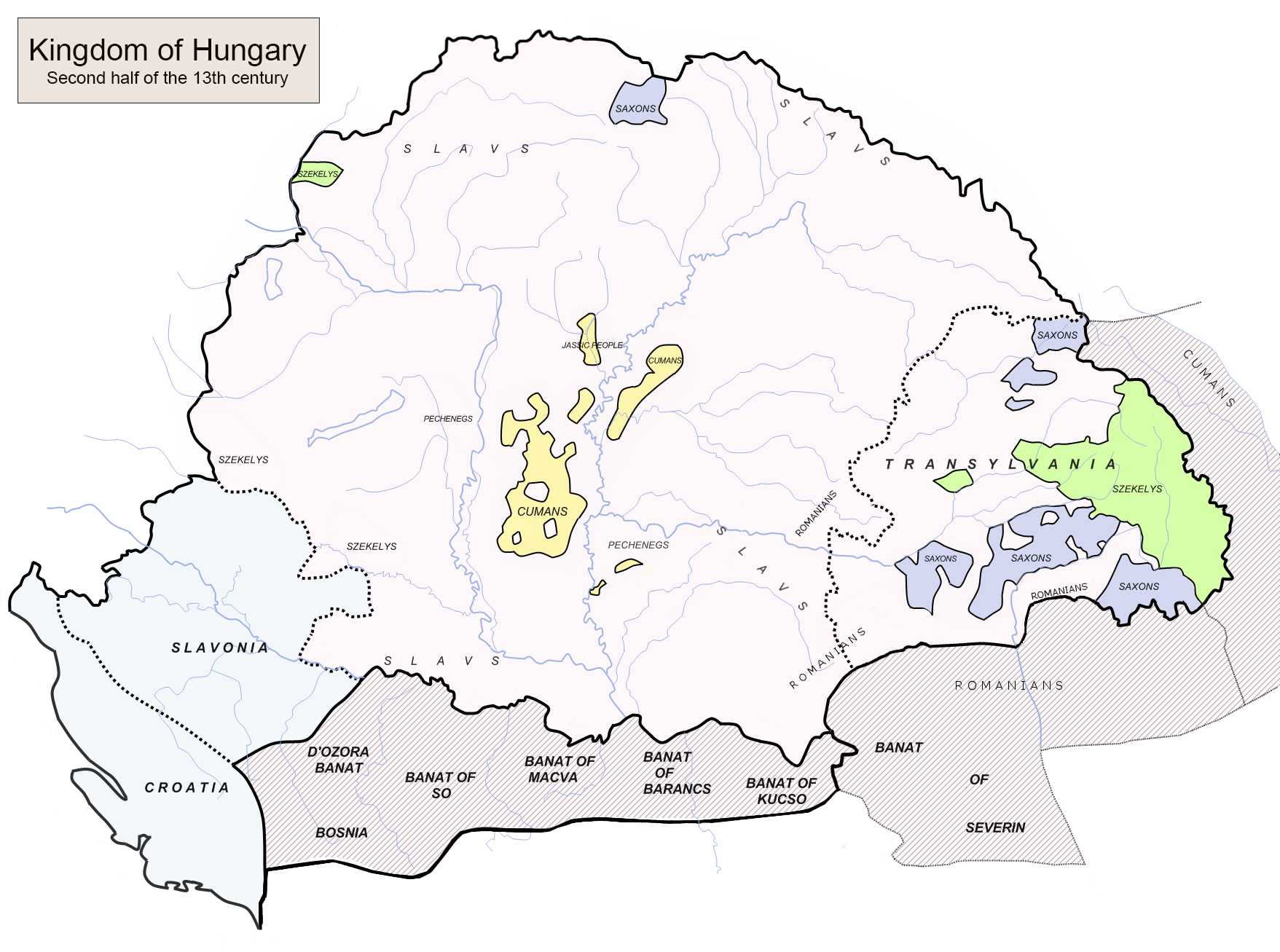
Regatul Ungariei sub conducerea dinastiei Arpadine la jumătatea secolului al XIII-lea

În această perioadă, s-a generalizat obiceiul nobililor bogați care aveau capacitatea financiară să-și ridice fortărețe și să oblige pe aristocrații mărunți să devină membri ai curții lor și să le sporească astfel prestigiul și puterea. Puterea unor astfel de nobili ajunsese atât de mare, încât puneau la îndoială autoritatea regală. De exemplu, Joachim de Gutkeled l-au capturat pe moștenitorul regelui Ștefan al V-lea, Ladislau în 1272. Ștefan al V-lea a murit la câteva luni după acest eveniment și ca urmare a izbucnit un război civil între diferitele clanuri rivale, care încercau să obțină controlul asupra regelui minor și prin acesta asupra regatului. Un conclav al liderilor spirituali și seculari maghiari și cumani (mama lui Ladislau era fiica unui lider cuman colonizat în Ungaria centrală după invazia mongolă) l-au declarat major pe Ladislau în 1277, dar tânărul monarh nu a reușit să-și întărească suficient autoritatea. Mai mult, Ladislau al IV-lea a preferat să-și promoveze în funcții de conducere rudele mamei sale, Erzsébet, ceea a dus la scăderea continuă a popularității sale în rândurile maghiarilor. S-a mers până acolo în epocă încât regele să fie acuzat că ar fi fost la originea invaziei mongole din 1285, în ciuda victoriei regelui Ladislau al IV-lea împotriva invadatorilor .
Când Ladislau al IV-lea a fost asasinat în 1290, Sfântul Scaun a declarat tronul Regatului Ungariei ca vacant și a oferit coroana lui Carol Martel, principele moștenitor al Regatului Neapolelui, a cărui mamă era sora lui Ladislau al IV-lea. Pretenția lui la tron a fost acceptată doar de unii din nobilii croați, printre care Paul I Šubić, banul Croației și al Bosniei. Marea majoritate a nobililor l-au sprijinit pe Andrei al III-lea, nepotul lui Andrei al II-lea, deși legitimitatea tatălui său, Ștefan, era pusă la îndoială.
Andrei al III-lea este primul monarh care a jurat solemn mai înainte de încoronare să respecte libertățile bisericii și ale noblimiimii. Al i-a convocat în mod regulat pe reprezentanții clericilor, magnaților și nobililor în așa-numita Dietă, care s-a transformat treptat dintr-un corp consultativ într-unul legislativ în timpul domniei sale. El a fost primul care a ilustrat încoronarea sa în actele oficiale cu simbolul Sfântului Ștefan .

### Anarhia (1301–1323)
Andrei al III-lea, ultimul membru al Dinastiei Arpadiene a murit pe 14 ianuarie 1301. Moartea lui a făcut ca o serie de magnați care câștigaseră de-a lungul timpului un statut de autonomie față de monarh  să-și consolideze pozițiile. Ei au ocupat castelele regale dintr-o serie de comitate și au început să formeze „provincii independente”, unde puteau rămâne doar cei care acceptau supremația magnaților. De exemplu, Matei Csák al III-lea și-a impus dominația asupra a 14 comitate care azi formează Slovacia, Ladislau Kán a devenit stăpânul de necontestat al Transilvaniei, iar Ugrin Csák și-a asigurat controlul asupra teritoriilor dinte râurile Száva (Sava) și Dráva (Drava).

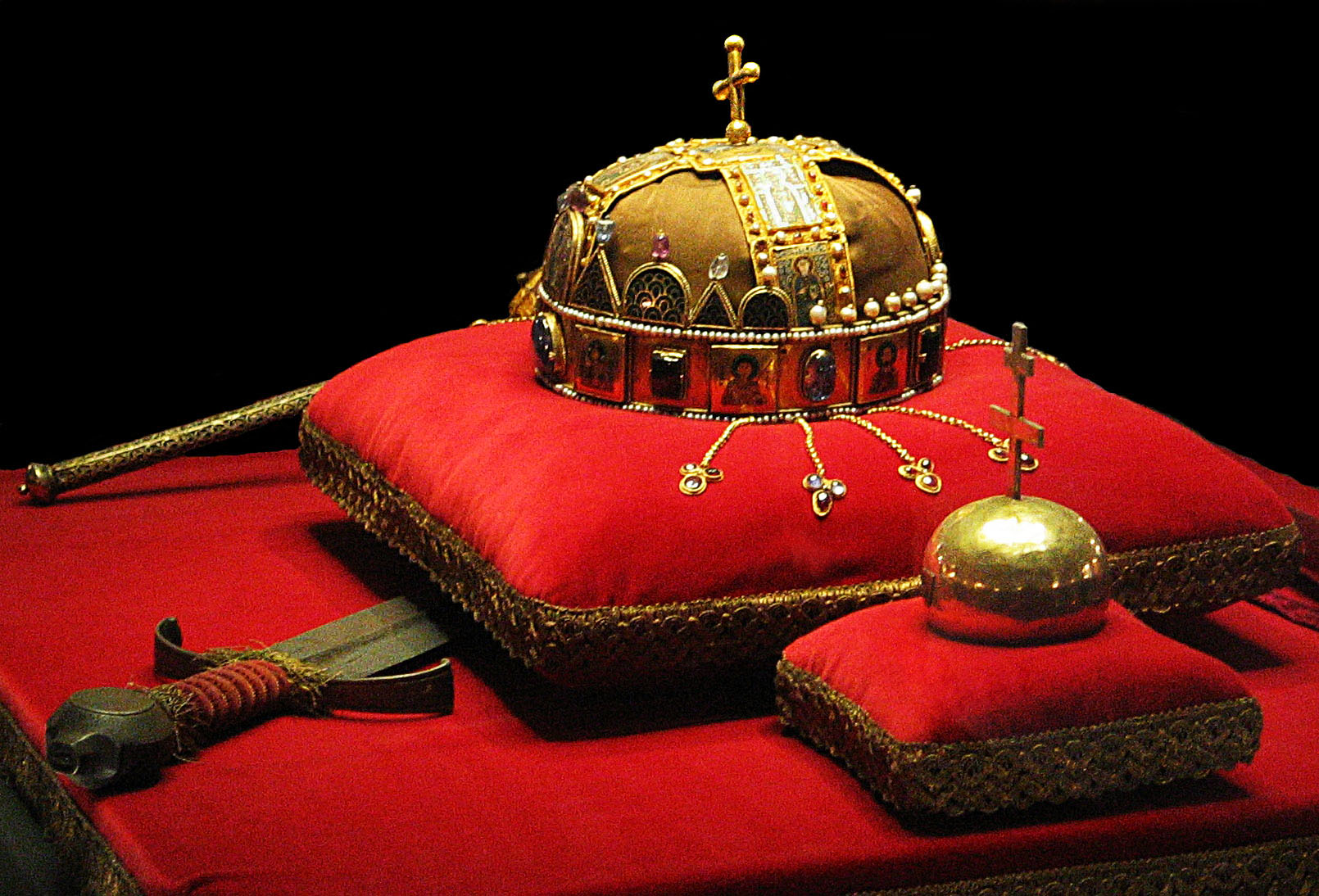
Sfânta Coroană a Ungariei

La aflarea veștii că Andrei al III-lea a murit, Carol Robert de Anjou, fiul lui Carol Martel, s-a deplasat în mare grabă la Esztergom unde a fost încoronat ca rege. În ciuda încoronării sale, cei mai mulți lorzi maghiari s-au opus venirii sale pe tron, deoarece ei promiseseră deja coroana fiului regelui Boemiei Venceslau al II-lea, Venceslau al III-lea. Tânărul Wenceslaus nu a reușit să preia controlul asupra Ungariei și a renunțat de aceea în 1305 în favoarea lui Otto al III-lea de Bavaria Otto al III-lea a fost în schimb luat prizonier de Ladislaus Kán și a fost forțat să părăsească regatul în 1307. În ciuda faptului că un legat papal sosit în 1308 a reușit să îi convingă pe marii nobili să accepte domnia lui Carol Rober de Anjou, noul rege nu a putut să-și exercite în mod real autoritatea asupra teritoriilor Regatului Ungariei după încoronarea sa cu Sfânta Coroană din 1310, magnații păstrând controlul de facto asupra celei mai mari părți a țării.
Carol Robert, bazându-se pe sprijinul nobilimii mărunte și a clerului, a lansat în anii care au urmat o serie de expediții împotriva magnaților care se opuneau autorității sale. Noul rege a profitat din plin de lipsa de unitate dintre magnați, iar trupele regale i-au înfrânt pe opozanții monarhului unul câte unul. Prima victorie a regelui a fost aceea din bătălia de la Rozgony (Rozhanovce, Slovacia) din 1312. Cu toate aceste Matei Csák al III-lea și-a păstrat statutul privilegiat până la moartea sa din 1321, în vreme ce familiile Babonić și Šubić au fost supuse doar în 1323.

### Casa de Anjou (1323–1382)
Carol I a fost arhitectul unei structuri centralizate a puterii în primele decenii ale secolului al XIV-lea. Plecând de la concepția conform căreia cuvântul regal are putere de rege, el nu a convocat niciodată Dieta. Pentru a-și asigura sprijinul nobilimii mărunte, el a cedat o serie de moșii confiscate de la magnați celor care i-au fost credincioși, făcându-i dependenți de veniturile pământurilor și castelelor, stăpânite doar temporar. Acest sistem a propulsat în timpul domniei sale o serie de familii nobiliare noi în lumea celor mai bogați aristocrați (Drugeth, Garay, Lackffys).

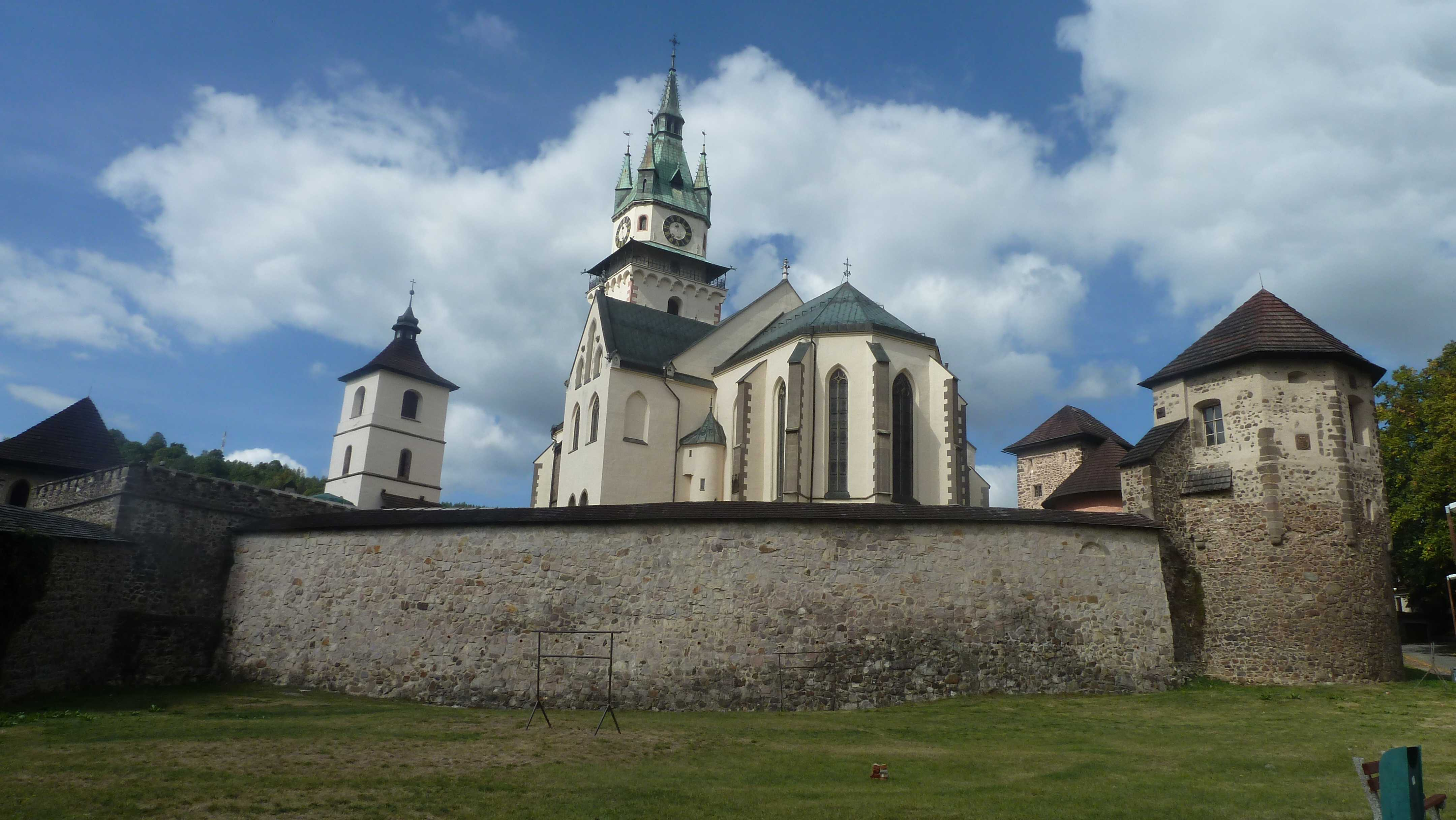
Castelul Körmöcbánya (Kremnitz) din orașul fondat de germanii sudeți în Boemia

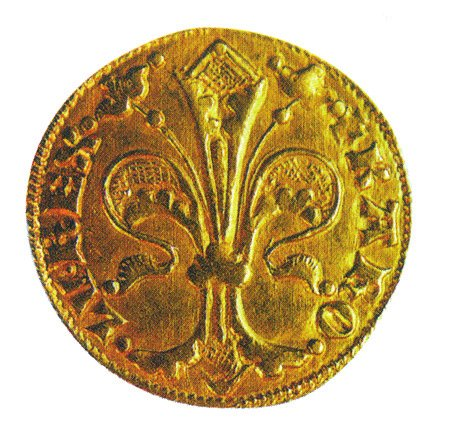
Forintul de aur bătut la ordinul lui Carol Robert de Anjou

Regele a mers până acolo încât a acordat privilegii care contraveneau legilor vremii. De exemplu, el a autorizat fiicele nobililor să moștenească averile taților lor, deși legea pământului prevedea ca pământurile unui nobil mort fără fii să fie moștenite de rudele masculine ale acestora. Cu toate acestea, legea pământului nu a fost înlocuită de  legea romană.
Carol I a reformat sistemul veniturilor și monopolurilor regale. El a impus o taxa generală asupra bunurilor care tranzitau frontierele regatului și le-a permis proprietarilor de moșii să rețină o treime din veniturile minelor noi deschise pe pământurile lor. Minele deschise în Munții Carpați în timpul domniei sale au produs aproximativ 2.250 kg de aur și aproximativ 9.000 kg de argint anual, ceea ce reprezenta la acea vreme aproximariv 30% din totalul producției mondiale până la cucerirea de către spanioli a Americilor la sfârșitul secolului al XV-lea. Carol Robert a ordonat de asemenea baterea de monedă după modelul florinului Florenței, care avea să se dovedească o valută stabilă. Interdicția instituită de regele Carol asupra comerțului cu aur în formă de lingouri, (nu și cu monede din aur) au produs o criză de metal prețios pe piața europeană, care s-a încheiat doar după moartea monarhului in 1342..
Văduva lui, Elżbieta Łokietkówna, a transportat cantități uriașe de metal în Italia pentru ca să sprijine pretenția la tron a fiului ei Andrei la tronul Regatului Neapolelui. În cele din urmă, Andrei, care era principele consort al reginei Giovanna I a Neapolelui a fost asasinat în 1345. Fratele lui Andrei, Ludovic I al Ungariei, a acuzat-o pe regină de asasinat și a condus două campanii împotriva acesteia în 1347 și 1350. Deși Ludovic a cucerit teritorii vaste în Italia, regina a primit de fiecare dată sprijinul Sfântului Scaun și a recăpătat controlul asupra regatului de fiecare dată.
Prima campanie a regelui maghiar în Italia a fost oprită datorită de izbucnirii unei epidemii de "moarte neagră",, care a afectat și Ungaria în 1349. Ungaria era totuși mult mai slab populată decât restul Europei Occidentale, iar epidemia a făcut mai puține victime în regat. Chiar și așa, boala a făcut multe victime în zona rurală, în vreme ce valul următor de pestă, care a lovit în 1359, a distrus în principal regiunile urbane. În acea perioadă, orășenii reprezentau cam 3% din populația regatului.
Colonizarea regiunilor de granița a fost un proces care nu a încetat niciun moment. Noii coloniști proveneau din Moravia, Polonia și alte țări învecinate. Coloniștii au primit scutiri de plata unor impozite și taxe pentru perioade de până la 16 ani. Localitățile numite Lehota ("timp") de pe teritoriul Slovaciei contemporane amintește de aceste practici. Până la jumătatea secolului al XIV-lea, toți țăranii au primit dreptul la deplasare liberă, astfel că grupurile care nu se bucurau de libertate sau cele semilibere au dispărut. În plus, terenurile primite de țărani pentru închiriere sau ca dar s-au transformat în terenuri deținute în proprietate privată, transmisibile prin moștenire. Munca prestată pentru folosirea pământurilor primite la nobili a fost limitată în această perioadă, deoarece pământurile reținute de stăpânii funciari pentru uzul propriu au avut suprafețe neglijabile.

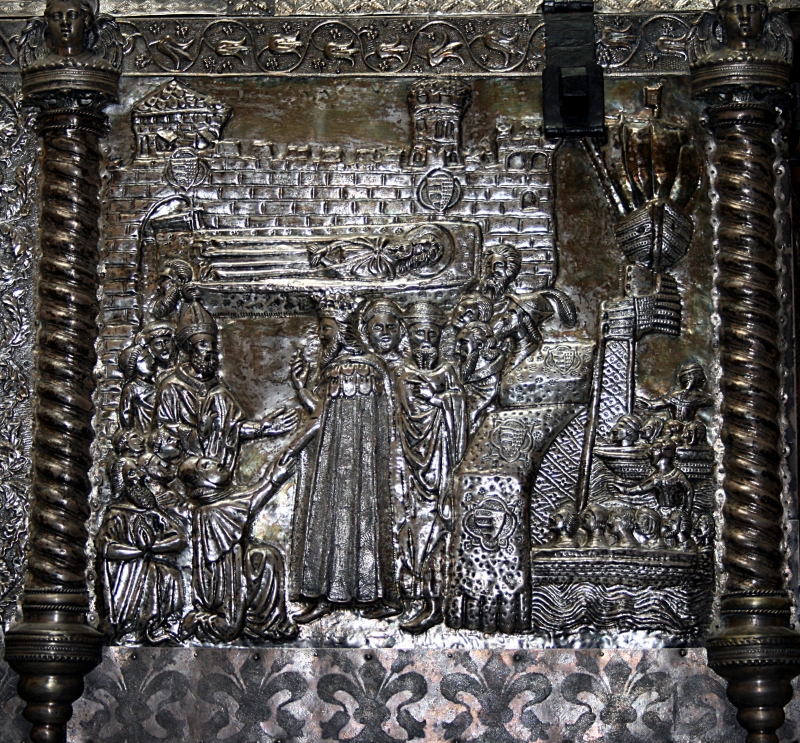
Ludovic I al Ungariei în Zadar, Dalmația

Situația legală a „nobililor adevărați” a fost reglementată prin decretul lui regelui Ludovic I în 1351, toți bucurându-se „de una și aceiași libertate”. A fost stabilită un sistem prin care nobili fără copii să-și lase prin testament pământurile oricui ar fi dorit. În această perioadă, nobilii au primit dreptul să pedepsească orice încălcare a legii comise de țăranii care viețuiau pe moșiile lor (Martyn Rady)..
În calitatea sa de posibil moștenitor al unchiului său Cazimir al III-lea al Poloniei, Ludovic cel Mare, l-a sprijinit pe acesta în luptele cu Marele Ducat al Lituaniei și cu Hoarda de Aur. Interesele militare ale ungurilor la est de Carpați a dus la Descălecatul Moldovei, care la început a fost o marcă militară sub suzeranitatea lui Ludovic I. Pe lista succeselor militaro-diplomatice ale lui Ludovic I s-a numărat și retragerea venețienilor din Dalmația în 1358.. După aceasta, Tvrtko I al Bosniei, Lazăr al Serbiei și Ivan Srațimir al Bulgariei au fost obligați pe rând să accepte suzeranitatea lui Ludovic, deși ei s-au răsculat în mai multe rânduri împotriva dominației maghiare. Voievodul Bogdan s-a numărat printre cei care au inițiat rebeliuni încununate de succes împotriva Regatului Ungariei, ceea ce a dus la cucerirea independenței Moldovei. Suzeranitatea lui Ludovic asupra Moldovei a fost restaurată doar după alegerea sa ca rege al Poloniei în 1370. Celălalt principat român, Valahia, care își cucerise la rândul lui independența sub domnia lui Neagoe Basarab a rămas cu o situație juridică incertă. Vladislav I al Țării Românești s-a aliat cu nou putere apărută în Balcani, Imperiul Otoman, pentru a-și asigura independența față de Regatul Ungariei. Ludovic I a fost astfel primul rege maghiar care a luptat împotriva otomanilor în 1375.. În cinstea victoriilor repurtate de Ludovic în luptele împotriva otomanilor, el a ridicat o capelă la Mariazell.
Domnia lui Ludovic I a fost caracterizată prin extremism religios. El a încercat să convertească cu forța masa de credincioși ortodocși la catolicism, dar această acțiune s-a dovedit un eșec pe termen lung. În jurul anului 1360 el i-a expulzat pe toți evreii din regat, dar le-a permis să se reîntoarcă în 1367.
Stabilitatea internă a facilitate dezvoltarea culturală în timpul domniei regilor dinastiei Angevine.
Au fost ridicate noi castele regale la Visegrád, Diósgyőr, Zólyom (Zvolen, Slovacia) și alte câteva locații. Deși otomanii aveau să distrugă cele mai multe monumente de arhitectură în secolele al XVI-lea și al XVII-lea, casele nobiliare ale căror ruine au fost scoase la lumină prin săpături arheologice la Sopron și în alte câteva locații, frescele și sculpturile descoperite la Esztergom sau Oradea  demonstrează arta și arhitectura gotică înfloritoare a vremii. De asemenea, Cronica Pictată și alte documente decorate cu miniaturi demonstrează gradul înalt al măiestriei artistice al miniaturiștilor vremii. Bálint Alsáni, episcop de Pécs a fondat o universitate în orașul său în 1367, dar se pare că această instituție de cultură a fost închisă după moartea sa din 1375.

### Reconsolidarea (1382–1437)
Ludovic I a murit fără să lase în urmă urmași de gen masculin și a fost succedat la tron în 1382 de fiica sa, Maria a Ungariei. Cei mai mulți dintre nobili s-au opus cu vehemență guvernării unei regine. Aceștia și-au exprimat sprijinul pentru ultimul membru masculin al dinastiei Angevine, Carol de Durazzo, care reușise să obțină tronul Regatului Neapolelui cu sprijinul puternic al lui Ludovic I. Chiar și partizanii tinerei regine erau divizați, cei mai mulți propunând căsătoria ei cu Sigismund de Luxemburg, unul dintre frații lui Venceslau al IV-lea, în vreme ce facțiunea mamei reginei, Elisabeta, a sprijinit căsătoria cu Ludovic de Orléans, un membru al casei regale franceze.
Regina mamă  a acceptat căsătoria fiicei sale cu Sigismund doar în momentul în care a fost informată că pretendentul Carol de Durazzo a debarcat în Dalmația în septembrie 1385. În cele din urmă, Dieta dominată de partizanii lui Carol de Durazzo au forțat-o pe tânăra regină să abdice la sfârșitul aceluiași an în favoarea lui Carol. Deși noul rege a fost asasinat după doar două luni, Paul Horvat, episcop al Zagrebului, și rudele lui l-au proclamat rege pe fiul lui Carol, Ladislau al Neapolelui. Mai mult chiar, ei au reușit să o ia prizonieră pe regină și pe mama ei în iulie 1386. Partizanii reginei prizoniere au organizat la rândul lor o ligă și i-au propus soțului reginei să accepte coroana. Mai înainte să fie încoronat în martie 1387, Sigismund a trebuit să jure că avea să respecte „bunele obiceiuri strămoșești” ale regatului și că avea să-și aleagă consilierii dintre membrii ligii sau dintre urmașii acestora Deși regina Maria a fost eliberată, ea nu a intervenit în guvernarea regatului în anii care aveau să urmeze.
Sigismund a cedat partizanilor săi numeroase domenii regale, numărul castelelor regale scăzând în primul deceniu al domniei sale de la 150 la 70. Aceste castele și satele care depindeau de ele au fost împărțite inițial între membrii ligii dar, după anul 1392, regele a oferit pământuri favoriților săi, printre ei aflându-se Stibor de Stiboricz și Miklós Garai .
În această perioadă Imperiul Otoman aflat în expansiune a ajuns să se învecineze regiunile sudice ale Regatului Ungariei. Ștefan Lazarevici al Serbiei a fost forțat să accepte suzeranitatea sultanului în 1390. Sigismund, care efectuase o serie de raiduri împotriva otomanilor și a aliaților acestora între 1390 și 1395, a decis să organizeze o coaliție internațională împotriva acestora din urmă. A fost organizată o mare armată formată în principal din cavaleri burgunzi conduși de Ioan cel Neînfricat, urmașul desemnat al ducelui Burgundiei, care însă a suferit o înfrângere dezastruoasă în bătălia de la Nicopole din 25 septembrie 1396.
În timpul domniei lui Sigismund puterea Ungariei medievale a intrat în declin. Numeroși nobili erau nemulțumiți de Sigismund din cauza cruzimii arătate în timpul luptelor pentru succesiune, a absențelor sale îndelungate de la conducerea țării și a costurilor foarte ridicate ale războaielor inițiate de monarh. În 1401 nobilii nemulțumiți au reușit chiar să îl ia prizonier pe rege. În 1403 un alt grup nobiliar rebel a reușit încoronarea unui alt rege, care nu a reușit să-și consolideze puterea, dar a avut suficient timp pentru ca să vândă Dalmația Republicii Venețiene. Sigismund, revenit pe tron, nu a reușit să recucerească teritoriul, dar a devenit rege al Boemiei în 1419. În 1404 Sigismund a introdus „Placetum Regium”. În conformitate cu acest decret, bulele și mesajele papale nu puteau fi pronunțate în Ungaria fără aprobarea regelui. Sigismund a fost unul din inițiatorii Conciliului de la Konstanz (1414–1418), care urmărea abolirea Schismei Apusene a Bisericii Catolice, chestiune care a fost rezolvată prin alegerea unui nou Papă. Sigismund a devenit în 1433 Împărat al Sfântului Imperiu Roman.
La fel ca regii maghiar de până la el, Sigismund a acordat sprijinitorilor săi statutul de magnați și a vândut unele dintre pământurile regale pentru echilibrarea bugetului. Deși economia Ungariei a continuat să fie înfloritoare, cheltuielile lui Sigismund au depășit veniturile. Într-o încercare de aducere de venituri noi la buget el a crescut taxele aplicate iobagilor și a cerut plata acestora în bani, nu în produse. Tulburările sociale au erupt la finalul domniei lui Sigismund ca rezultat al taxelor tot mai mari și a presiunilor exercitate de magnați asupra nobilimii mărunte. Răscoala de la Bobâlna a izbucnit când un episcop din Transilvania a poruncit țăranilor să plătească zeciuiala în bani, nu în produse sau servicii. De asemenea, învățăturile lui Jan Hus, care deveniseră populare în Transilvania, au făcut ca acțiunile episcopului să devină tot mai greu de acceptat. Revolta a fost rapid înăbușită, dar i-a determinat pe secui, sași și nobili transilvăneni să formeze Unio Trium Nationum, care a fost un efort pentru apărarea privilegiilor acestora împotriva oricărei puteri, cu excepția aceleia a regelui. Prima traducere a Bibliei în maghiară a fost finalizată încă din 1439, dar a fost multă vreme după aceasta interzisă spre publicare.
Invazia lui Timur Lenk din Anatolia (1402-1403) a încetinit pentru câteva decenii ofensiva Imperiului Otoman în Europa dar, în 1437, sultanul Murad al II-lea și-a pregătit armatele pentru atacarea Ungariei. Sigismund a murit în același an, iar următorii doi regi ai Ungariei, Albert al II-lea (1437–1439) și Vladislav I (1439–4144), au murit în campanile antiotomane. 

Stema Ungariei, apărută pentru prima dată în timpul domniei lui Ludovic I (1342–1382), care a inspirat actuala stemă

### Cei doi Corvini (1437–1490)
După moartea lui Vladislav  al III-lea, nobilii maghiari au ales pe tron un rege-copil, Ladislau al V-lea Postumul, iar pentru funcția de regent pe aristocratul de origine română Iancu de Hunedoara, care urma să conducă regatul până la majoratul monarhului. Iancu de Hunedoara era fiul unui nobil mărunt, care se distinsese în luptele împotriva otomanilor. El a avansat treptat, ajungând general, guvernator militar al Transilvaniei, erou de război și, din punct de vedere material, unul dintre cei mai mari proprietari funciari ai Ungariei. El și-a folosit averea personală și sprijinul primit din parte micii nobilimi pentru înfrângerea opoziției magnaților și alegerea în funcția de regent. Iancu de Hunedoara a format o armată de mercenari finanțată prin impunerea unei taxe nobililor, prima de acest fel din lume. El a reușit să înfrângă forțele otomane în Transilvania în 1442 și în Serbia în 1443, dar a fost înfrânt în Bătălia de la Varna un an mai târziu. În 1446, parlamentul maghiar l-a ales pe Iancu de Hunedoara (Hunyadi János) pentru funcția de guvernator (1446–1453) iar mai apoi pentru cea de regent (1453–1456) al Ungariei. În 1448, Iancu de Hunedoara a încercat să îi alunge pe otomani din Europa, dar a fost înfrânt în lupta de 3 zile de la Kosovo Polje.
Poate cea mai mare victorie militară a lui Iancu de Hunedoara a fost Asediul Belgradului din 1456. El a reușit să apere orașul împotriva trupelor conduse de sultanul Mehmed al II-lea. În timpul asediului, Papa Calixt al III-lea a ordonat toate clopotele bisericilor să bată în fiecare zi la prânz ca o chemare pentru credincioși să se roage pentru victoria creștinilor la Belgrad. În unele țări, precum Anglia sau Spania, vestea victoriei a sosit mai înainte ca ordinul papal să ajungă, iar sunetul clopotelor de la prânz s-a transformat în sărbătorirea succesului lui Iancu de Hunedoara. Cum Papii nu au anulat acest ordin, toate bisericile catolice continuă să bată clopotele la prânz până în ziua de azi.
Iancu de Hunedoara a murit la scurtă vreme după această victorie de ciumă bubonică.
Unii dintre magnați se temeau de popularitatea lui Iancu și îl urau pentru taxele pe care le impusese. În plus, ei se temeau ca nu cumva fii regentului să îl îndepărteze de pe tron pe Ladislau. Magnații au uneltit să îi ucidă pe cei doi frați Corvin: i-a invitat la curtea regală, iar fratele cel mai în vârstă a fost executat. Matei Corvin a ajuns prizonier în Boemia. Mica nobilime s-a dovedit în continuare loială familiei Corvin. După moartea lui Ladislau, micii nobili au plătit răscumpărarea cerută pentru eliberarea lui Matei și l-a proclamat rege.
Acesta a fost primul caz în Regatul Ungariei în care un nobil fără obârșie regală și fără puternice relații la curte să urce pe tronul țării.
Deși Matei Corvin a convocat cu regularitate Dieta și a lărgit puterile politice în comitate ale micii nobilimi, el a exercitat în fapt o conducere absolutistă prin intermediul birocrației seculare. El a angajat aproximativ 30.000 de mercenari străini pentru armata permanentă și a construit o rețea de fortărețe de-a lungul frontierei sudice a regatului, dar nu a continuat politica agresiv antiotomană a tatălui său. În schimb, el a lansat o serie de atacuri împotriva Boemiei, Poloniei și Austriei cu scopul nedeclarat de a deveni împărat al Sfântului Imperiu Roman, afirmând că încearcă în fapt să formeze o alianță a Europei Apusene și Centrale suficient de puternice pentru expulzarea otomanilor de pe continent.
El a eliminat toate scutirile de la taxe și a mărit obligațiunile șerbilor față de coroană pentru finanțarea curții și armatei. Magnații s-au plâns că aceste măsuri le scad veniturile, dar în ciuda creșterii obligațiunilor lor, iobagii l-au considerat pe Matei Corvin un monarh drept, deoarece i-a apărat de cererile excesive și abuzurile magnaților. Matei Corvin a reformat sistemul juridic maghiar și a promovat creșterea orașelor regatului. El a fost un adevărat om la Renașterii, curtea sa devenind un centru al culturii umaniste. În timpul domniei sale au fost tipărite primele cărți și a fost fondată o a doua universitate. Biblioteca lui, Corviniana, a fost faimoasă în întreaga Europă. Aceasta a fost cea mai mare colecție de cronici istorice, lucrări filozofice și științifice a secolului al XV-lea și a doua ca mărime după Biblioteca Vaticanului, care conținea în principal scrieri religioase. Biblioteca sa renascentistă este unul dintre Locurile din Patrimoniul Mondial a UNESCO. Datorită luptelor politice pentru ocuparea tronului imperial, Matei Corvin s-a mutat la Viena, unde a murit în cele din urmă în 1490.

### Declinul (1490–1526)
Magnații, care nu doreau în fruntea statului un alt rege puternic, au permis ascensiunea la tron a lui Vladislav al II-lea, rege al Boemiei, pe care l-au ales monarh datorită proverbialei sale slăbiciuni. Acest rege era cunoscut ca regele „Dobže” (în traducere „Bine”), datorită obiceiului său de acceptarea a oricărui act care îi era pus în față pentru semnare cu această exclamație. Rege Valdislav al II-lea a donat cea mai mare parte a proprietăților regale marilor nobili. Prin această metodă, regele a încercat să câștige sprijinul magnaților și să-și întărească puterea. După această încercare naivă de câștigare a sprijinului nobilimii, puterea centrală a fost obligată să facă față unor dificultăți financiare extreme. Nobilii reprezentați în Dietă au reușit să reducă cheltuielile militare cu 70-80%, într-un moment total nepotrivit pentru asemenea aconomii.
Reformele lui Matei Corvin nu au supraviețuit deceniilor care au urmat morții sale. Oligarhia celor mai importanți magnați a ajuns practic să controleze întreaga Ungarie. Regele Valdislav al II-lea, un personaj docil, lipsit de voință și pricepere politică, a fost ales pentru cea mai înaltă demnitate a regatului numai după ce a jurat să abolească taxele suportate de nobili pentru finanțarea armatei de mercenari. După încoronarea noului rege, armata lui Matei Corvin s-a împrăștiat, tocmai în momentele în care turcii se pregăteau să atace Ungaria. Magnații au reușit să desființeze administrația profesionistă a fostului rege și a intrat în conflict cu nobilimea măruntă. În 1492, Dieta maghiară a limitat libertatea de mișcare a iobagilor și a crescut obligațiile acestora. Nemulțumirile țăranilor au izbucnit violent în 1514, când o armată bine înarmată de țărani pregătită pentru o cruciadă împotriva turcilor s-a revoltat împotriva magnaților sub conducerea lui Gheorghe Doja și s-a dezvoltat într-un adevărat război țărănesc. Marea și mica nobilime, unită de amenințarea războiului țărănesc, s-au organizat și i-au înfrânt în cele din urmă pe răsculați. Doja și alți rebeli au fost executați în mod sălbatic, dar forța de luptă a Regatului Ungariei a fost definitiv compromisă.
Sub puternica impresie a rebeliunii, Dieta a votat în 1514 legi prin care i-a condamnat pe iobagi la legare de glie pe viață și a crescut din nou obligațiile lor în muncă. Pedepsele corporale au devenit o practică comună la îndemâna nobililor. S-a înregistrat chiar un caz în care nobilul și-a însemnat iobagii cu fierul înroșit, în același fel în care erau însemnate animalele. Juristul Ștefan Werbőczy a inclus noile legi în așa-numitul Tripartitum din 1514, care avea să devină fundamentul corpului de legi maghiare până la revoluția din 1848. De fapt, Tripartitum nu a fost folosit niciodată ca un cod de legi, dar a oferit regelui maghiar și nobililor sau magnaților o soluție pentru partajarea puterii: nobilii îl recunoșteau pe rege ca putere supremă în stat, dar primeau în schimb dreptul să îl aleagă pe monarh. Tripartitum îi scutea de asemenea pe nobili de la orice formă de impozitare, îi obliga să se înroleze în armată doar în cazul războaielor defensive și le asigura imunitatea judiciară.
Când Valdislav al II-lea a murit în 1516, a fost ales ca rege fiul lui minor (de doar 10 ani) Ludovic al II-lea (1516–1526), iar pentru conducerea treburilor regatului Dieta a numit un consiliu regal, aflat sub controlul total al magnaților. Veniturile regale s-au prăbușit, monarhul fiind obligat să se împrumute pentru asigurarea cheltuielilor curții, în ciuda faptului regatul se bucura de o viață economică prosperă. Sistemul de apărare al țării s-a prăbușit la rândul lui, trupele de frontieră ne mai fiind plătite, iar fortărețele degradându-se în lipsa întrețineri curente. Orice încercare de impunere de taxe pentru armată a fost respinsă fără apel. În 1521, sultanul  Suleiman Magnificul a sesizat în mod corect slăbiciunea prin care trecea Regatul Ungariei și a hotărât să își atace vecinul.

### Bătălia de la Mohács (1526)
Ludovic al II-lea și soția acestuia, Maria von Habsburg, au încercat ca printr-o lovitură de palat să pună capăt puterii politice excesive a magnaților dar au eșuat în încercarea lor. În aceste condiții de degringoladă politică, armata de 26.000 de oameni a maghiarilor nu a avut nicio șansă în față trupelor otomane pe câmpul de luptă de la Mohács. Ungurii aveau soldați bine echipați și antrenați, așteptau întăriri din Cehia și Transilvania, dar au fost comandate de indivizi incapabili să facă față unui lider de calibrul sultanului otoman. Victoria otomanilor a fost zdrobitoare, ungurii pierzând aproximativ 20.000 pe câmpul de luptă, printre morți aflându-se și regele, care a murit înecat într-o mlaștină.

## Dezintegrarea (1526–1541)
După moartea lui Ludovic, facțiunile rivale ale nobililor maghiari au ales simultan doi regi: Ioan I Zápolya (1526–1540) și Ferdinand I de Habsburg (1526–1564). Fiecare și-a proclamat suveranitatea asupra întregii țări, dar niciunul nu a avut suficiente resurse pentru a-și elimina rivalul. Zápolya, care îndeplinise funcția de guvernator militar al Transilvaniei, a fost recunoscut de către sultan în schimbul statutului de vasal. În plus, nobilimea măruntă îl sprijinea pe localnicul Zápolya și nu pe străinul Ferdinand.  Ferdinand în schimb se bucura de sprijinul magnaților din vestul Regatului Ungariei. Ei au sperat că noul rege ar fi putut să obțină sprijinul fratelui lui, Carol Quintul, pentru continuarea cu succes a luptei împotriva otomanilor. În 1538 George Martinuzzi, consilierul lui Zápolya, a negociat tratatul de la Nagyvárad dintre cei doi rivali. Principala prevedere a acestui tratat viza urcarea pe tronul unei Ungarii reunificate a lui Ferdinand după moartea lui Zápolya, care în acel moment nu avea urmași. Înțelegerea a fost denunțată de Zápolya atunci când s-a căsătorit și a avut un copil. În condițiile rivalității dintre cei doi regi maghiari, turcii s-au  implicat în lupta pentru controlul regatului și au ocupat Buda și regiunea înconjurătoare, creând Eyaletul Budin în 1541.

## Urmări
Regatul Ungariei a dispărut de pe harta politică a Europei, pe ruinele sale apărând Ungaria Regală, Regatul Ungariei Răsăritene (predecesorul Principatul Transilvaniei), restul teritoriilor intrând pentru o lungă perioadă de timp sub controlul Imperiului Otoman.